# ジョン・ウィリアム・ウォーターハウス
ジョン・ウィリアム・ウォーターハウス（John William Waterhouse, 1849年4月6日 - 1917年2月10日）は、イギリスの画家。神話や文学作品に登場する女性を題材にしたことで知られる。

## 生涯

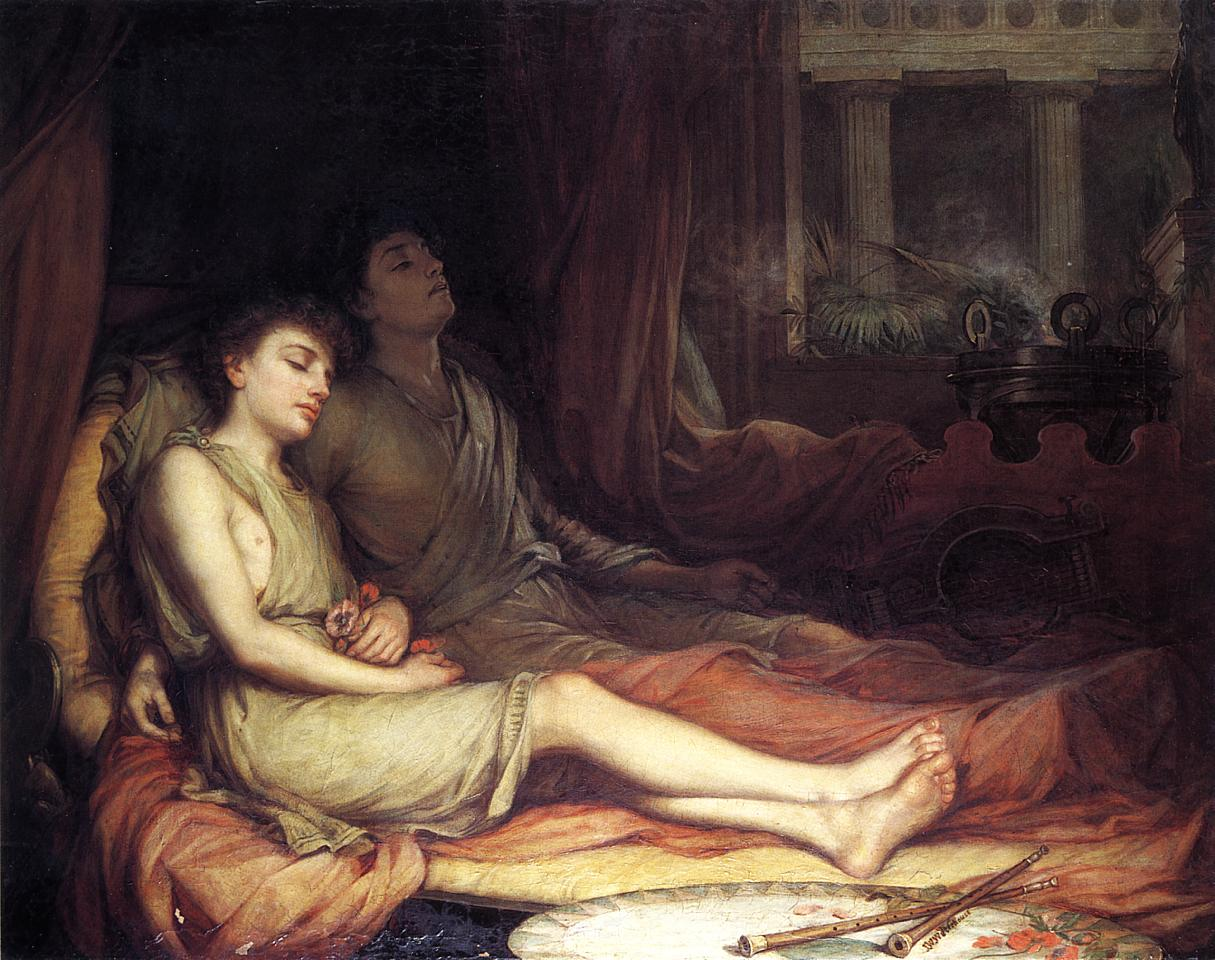
眠りと異母兄弟の死
"Sleep and his Half-brother Death"

1849年、ウィリアム・ウォーターハウスと妻イザベラの子として、ローマに生まれる。両親共に画家であった。一家は、ジョンが5歳のときに、当時設立されたばかりのヴィクトリア&アルバート美術館の近くのサウス・ケンジントンに引っ越す。1870年に英国王立美術院に入るまで、若い頃のジョンはずっと父・ウィリアムの元で学んでいた。
彼の初期の作品のテーマは、ローレンス・アルマ＝タデマとフレデリック・レイトンに影響を受けた古典的なものであった。また、これらの作品は英国王立美術院の英国芸術家協会とダドリー・ギャラリーに展示された。
1874年25歳のとき、ジョンは古典的な寓意画 『眠りと異母兄弟の死』を英国王立美術院の夏の展示会で発表する。この絵はとても好評であったため、1917年に死去するまでほとんど毎年、彼は英国王立美術院の展示会に招かれた。
1883年、彼はロンドンのイーリングの美術教師の娘エステル・ケンワージーと結婚する。エステル自身も絵を描き、花の絵を英国王立美術院の展示会などに出品している。この夫婦に子供はできなかった。
1895年、ジョンは英国王立美術院の最高芸術院会員に選ばれる。彼はセントジョーンズウッドの美術学校で教鞭を取り、同じ地の芸術クラブにも参加していた。また、英国王立美術院評議会の議員もしていた。
1917年に死去、享年67。死去するまで絵を描き続けた彼は、今もロンドンのケンサル・グリーン墓地に眠る。

## 代表作
シャロットの女
アーサー王物語の登場人物・騎士ランスロット（Lancelot）の愛を得られぬことを知った悲しみのあまりに死を選ぶ乙女を描いた作品、"シャロットの女" が、ウォーターハウスの最も有名な作品であろう。この乙女の題材は、実際にはそれぞれ異なる3種類のバージョンがある。

### 3種類のシャロットの女

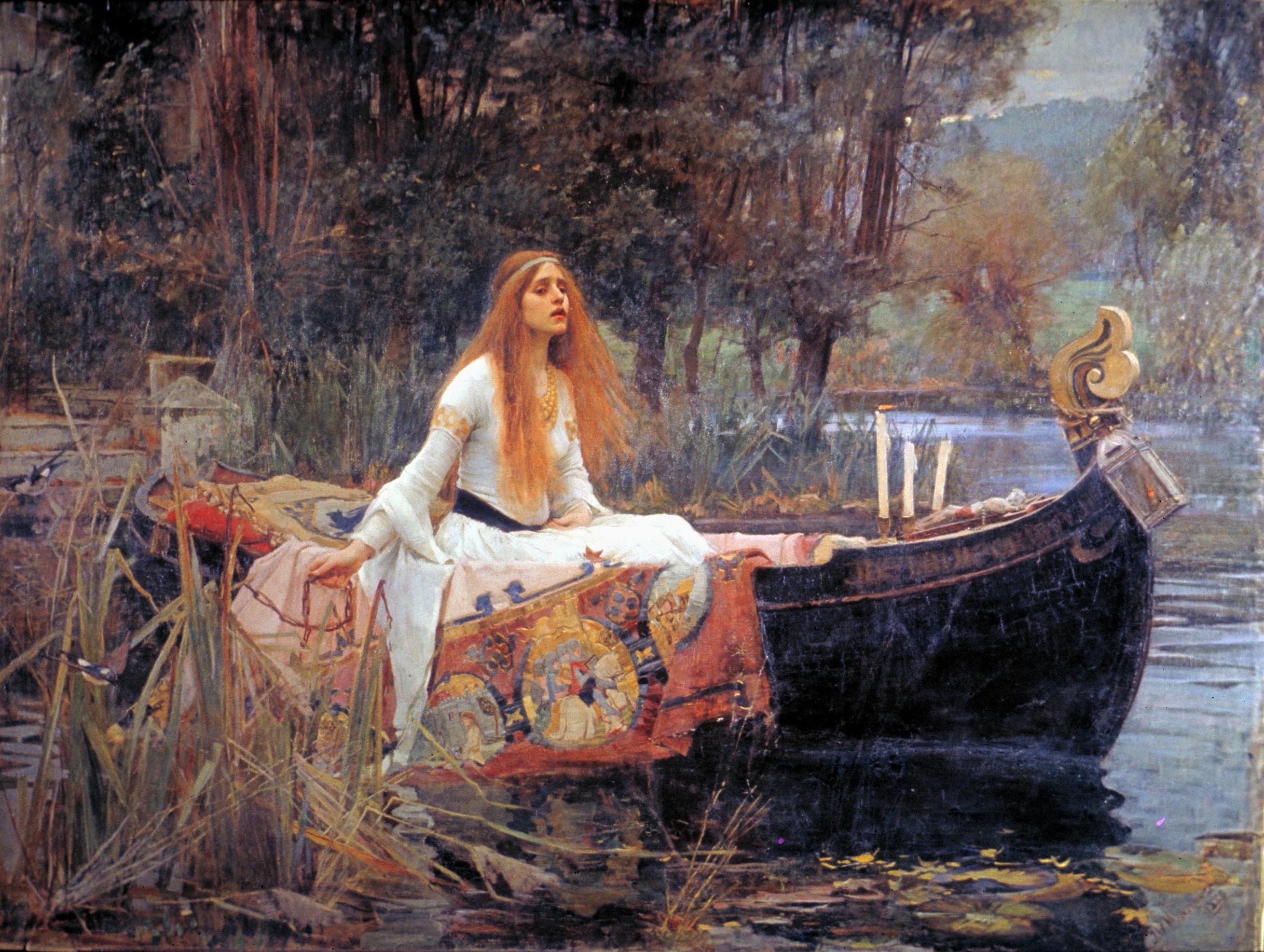
1888年
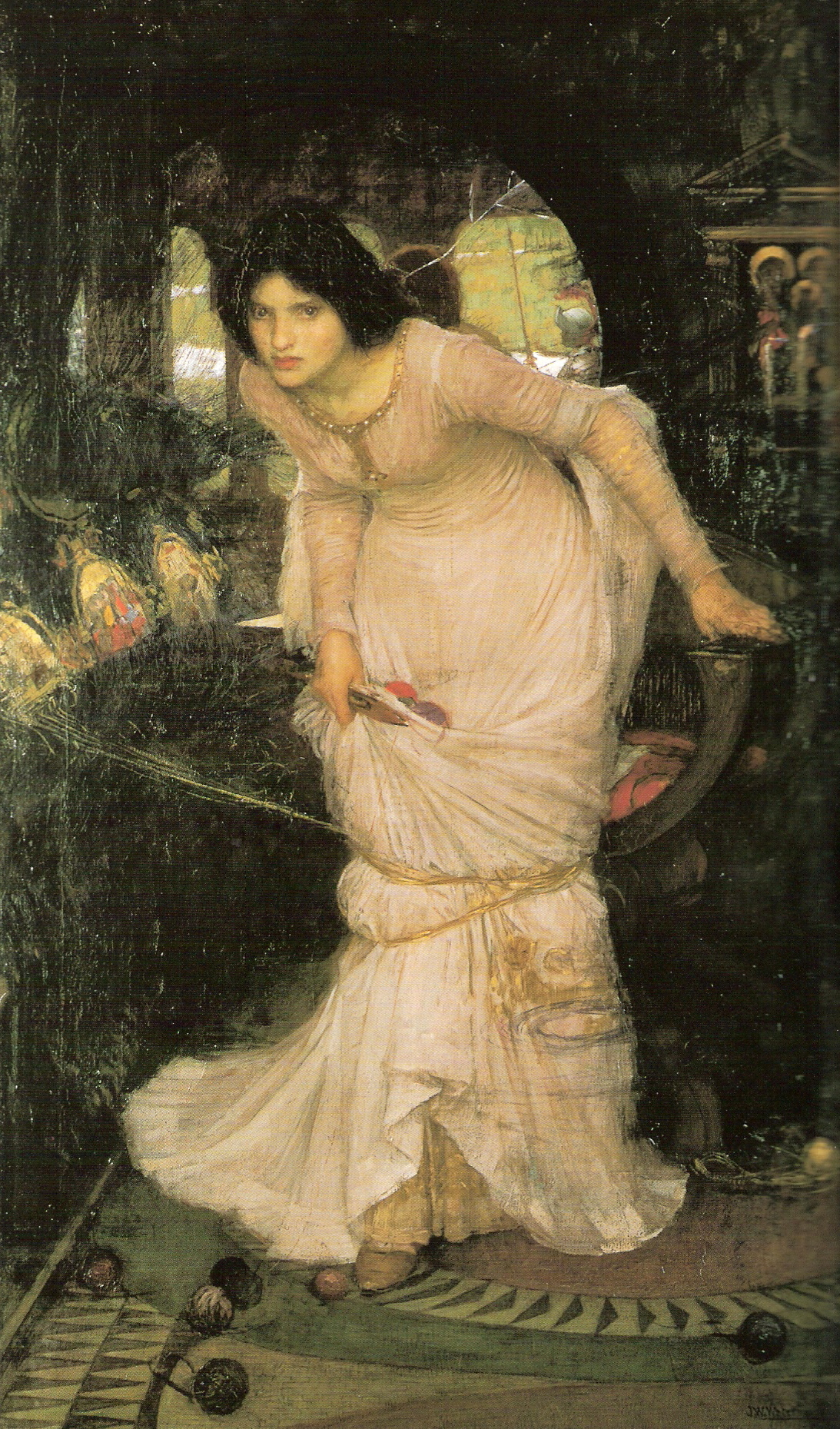
1894年
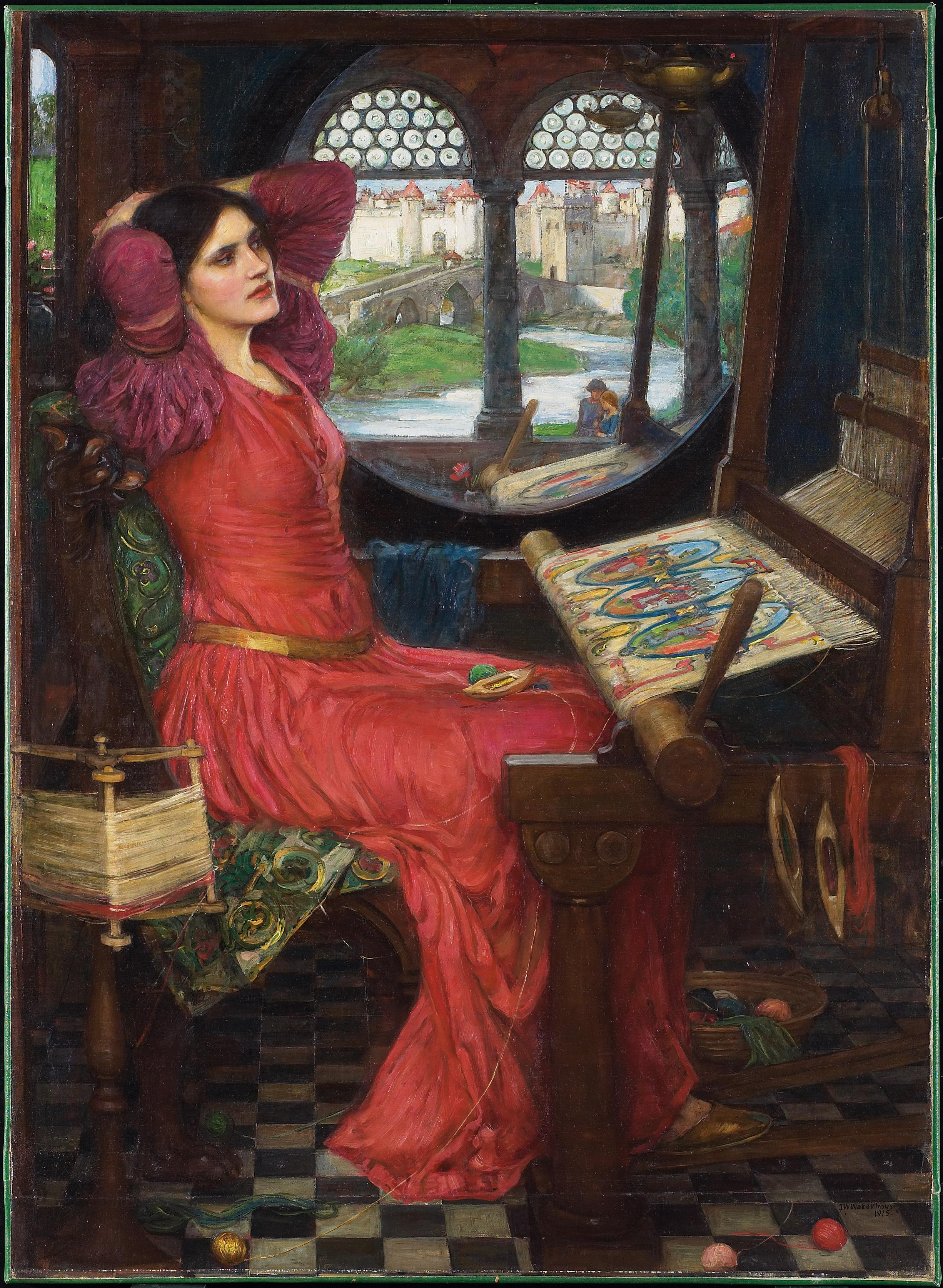
1916年

## 「ヒュラスとニンフたち」に関する論争

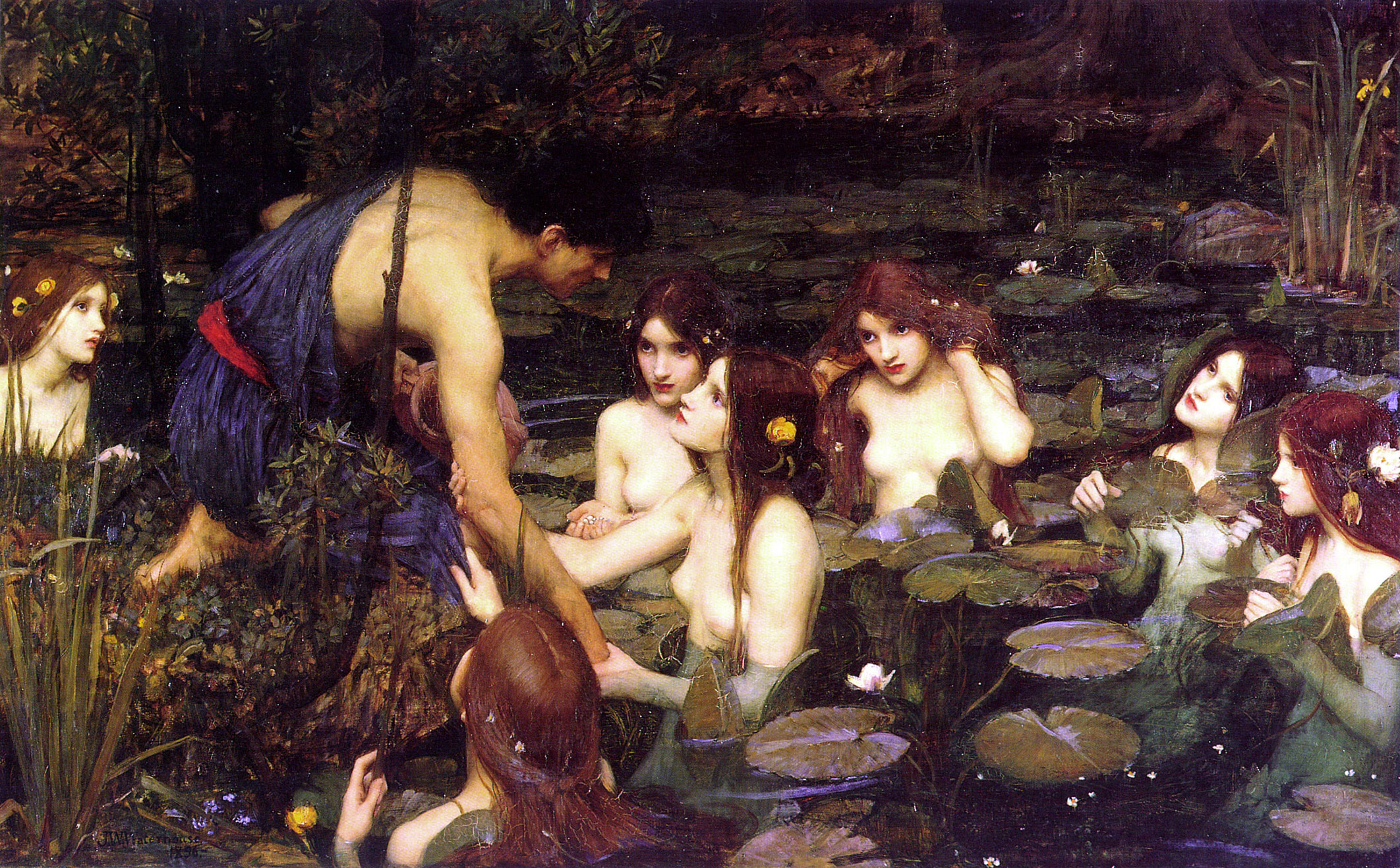
ヒュラスとニンフたち 1896

2018年1月、ソニア・ボイスの作品プロジェクトの一環として、マンチェスター市立美術館のキュレーターたちはウォーターハウスのヒュラスとニンフたちを展示から撤去し、その場所を空いたままにした。女性の裸体の芸術的描写をどのように展示するべきかという点について議論を促すためである。来場者の意見を公開するために来場者にポストイットが配布され、この絵のハガキはギフトショップから撤去された。その美術館の行いは、検閲、ピューリタニズム（清教徒の厳格主義）、そしてポリティカル・コレクトネスであるとの批判を伴った反発を起こしてしまった。この絵は一週間の不在の後に再展示された。

## 作品集
ウォーターハウスは生涯に118の作品を残している。以下はその一部である。

### 1870年代

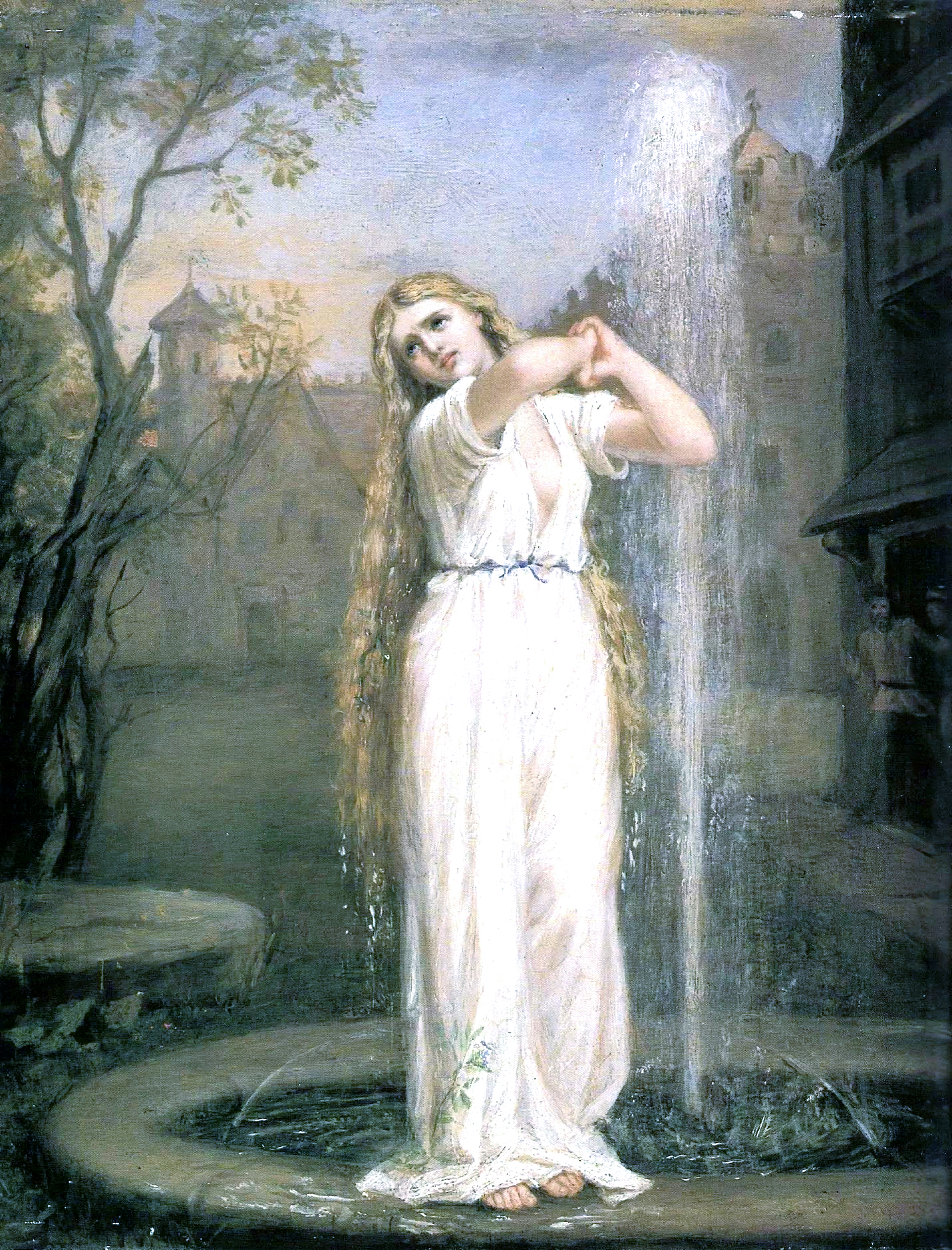
オンディーヌ "Undine" 1872
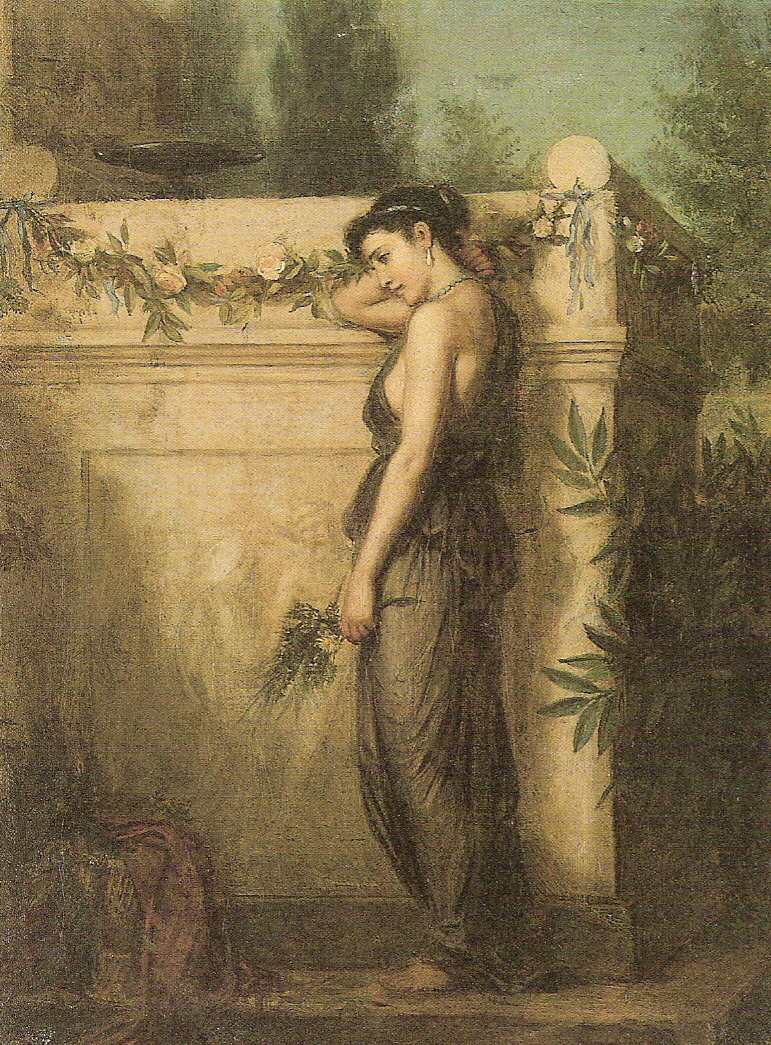
Gone, But Not Forgotten 1873
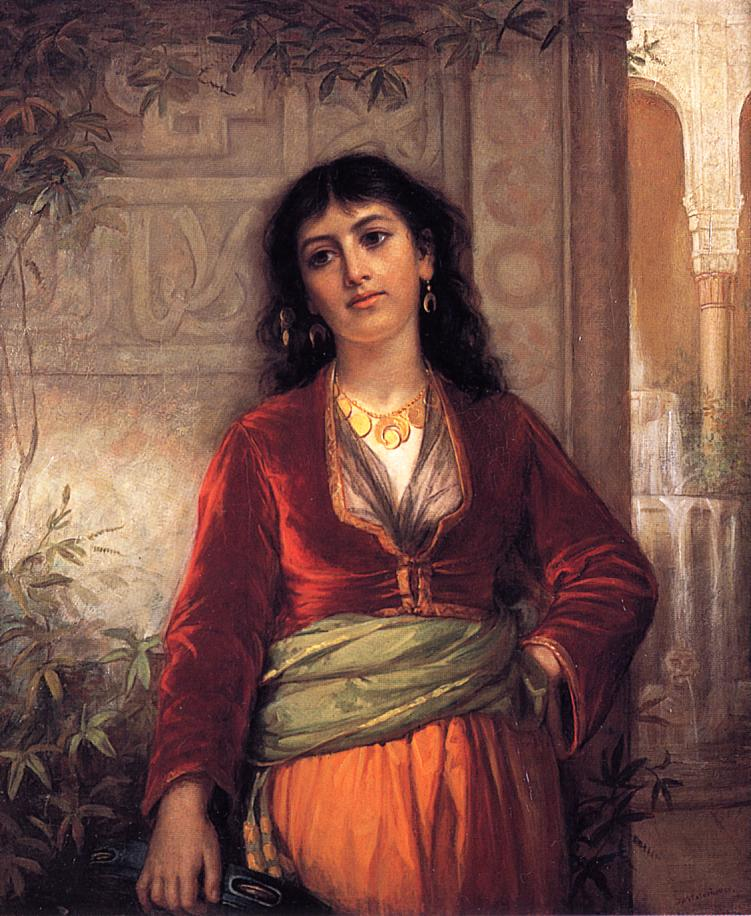
The Unwelcome Companion--A Street Scene in Cairo 1873
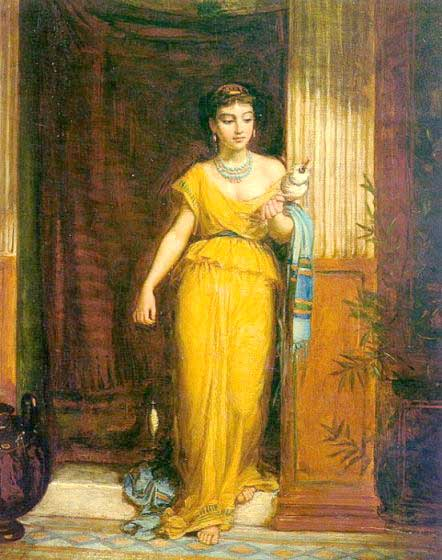
La Fileuse 1874
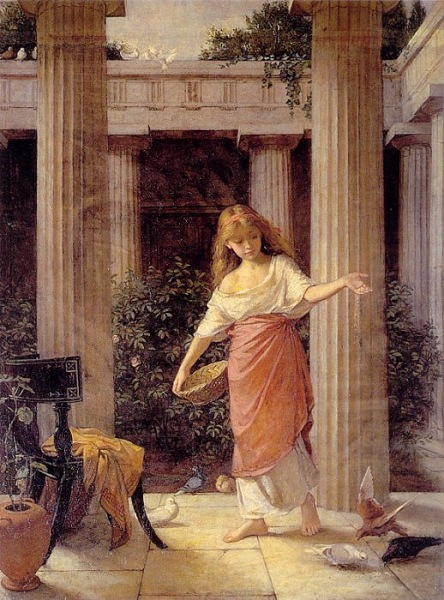
In the Peristyle 1874
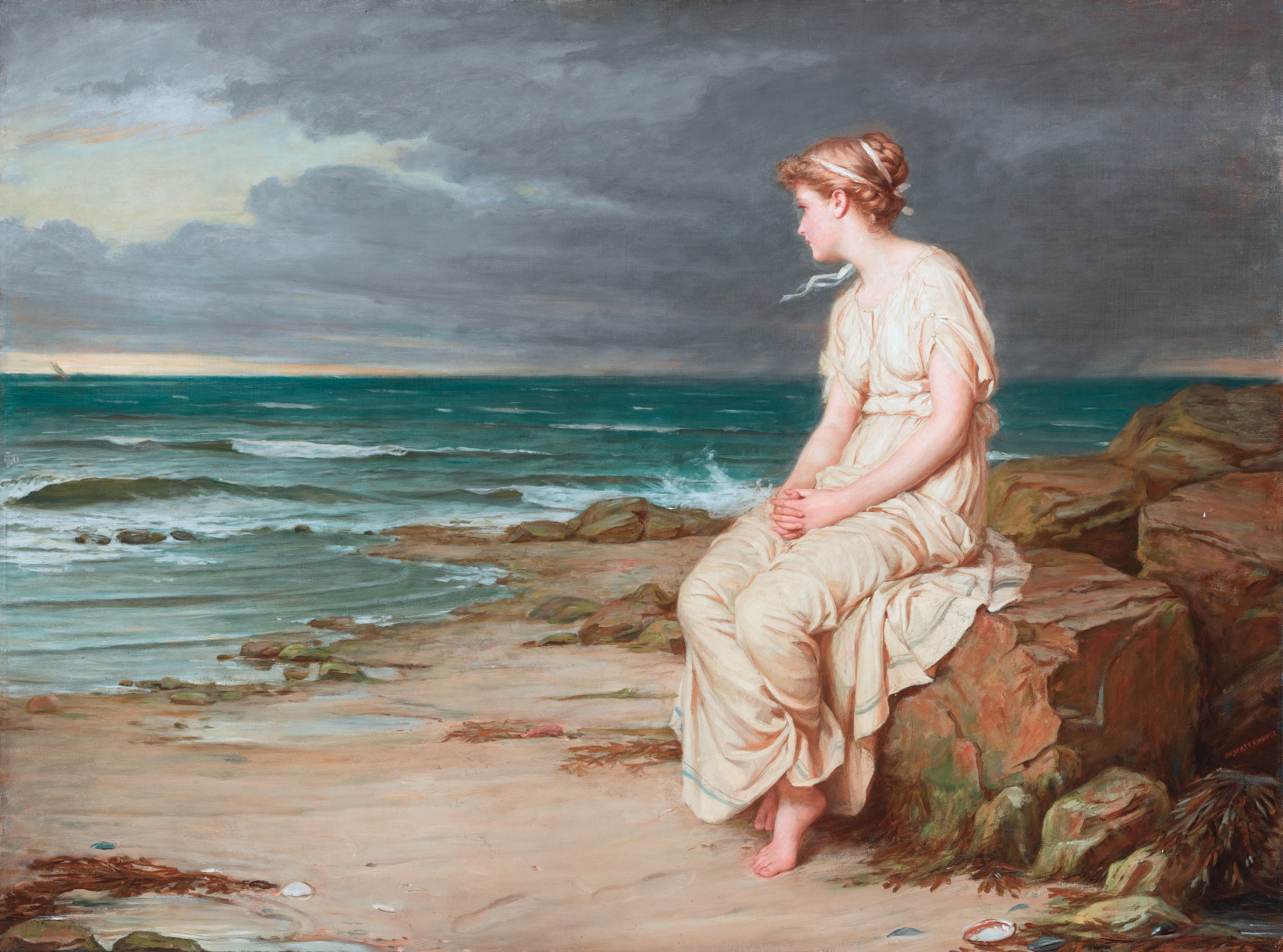
Miranda 1875
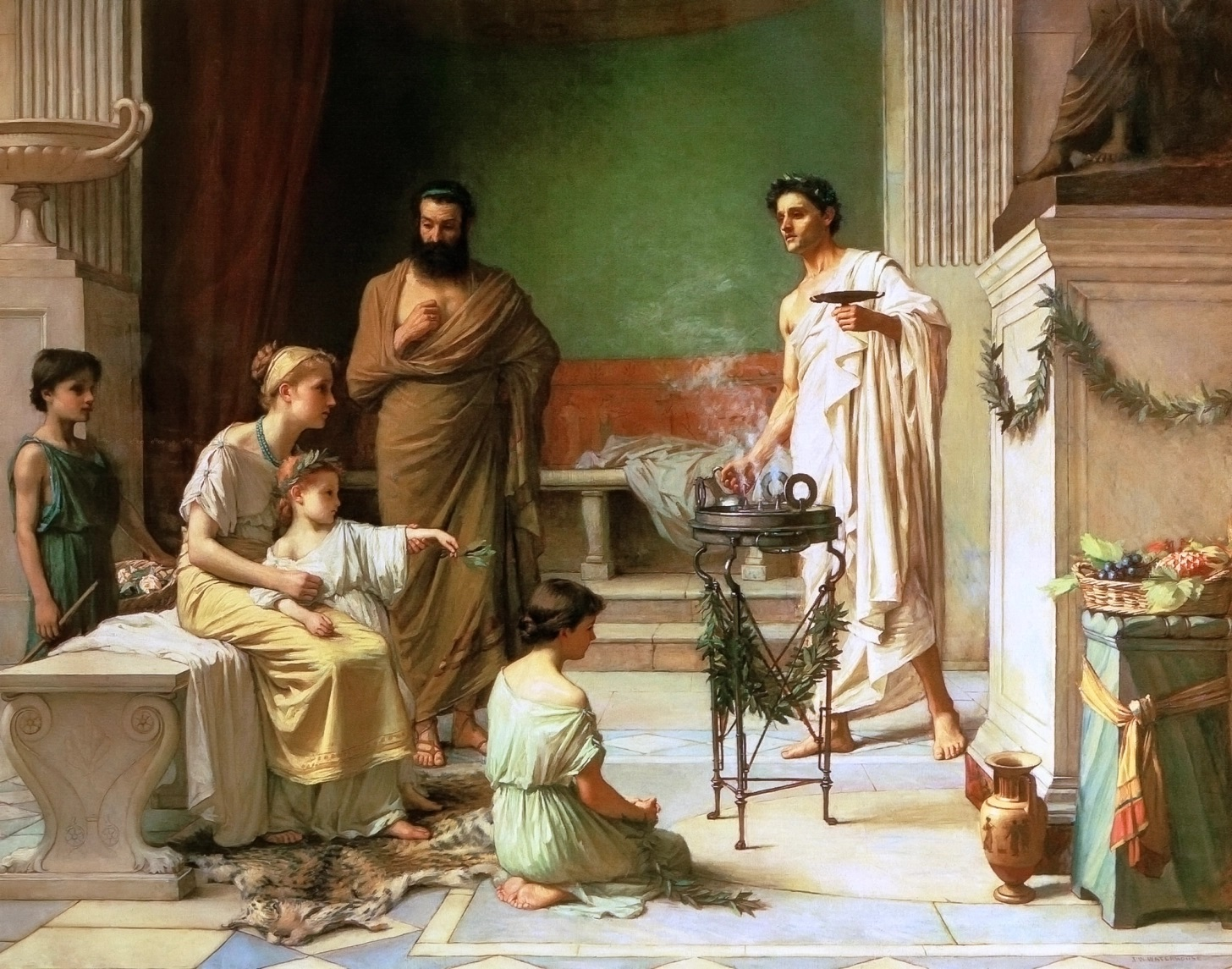
A Sick Child brought into the Temple of Aesculapius 1877
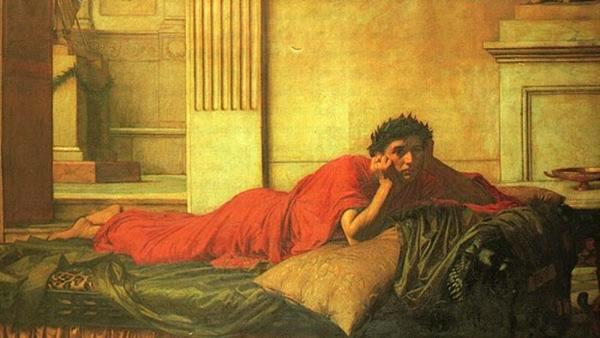
The Remorse of the Emperor Nero after the Murder of his Mother 1878

### 1880年代

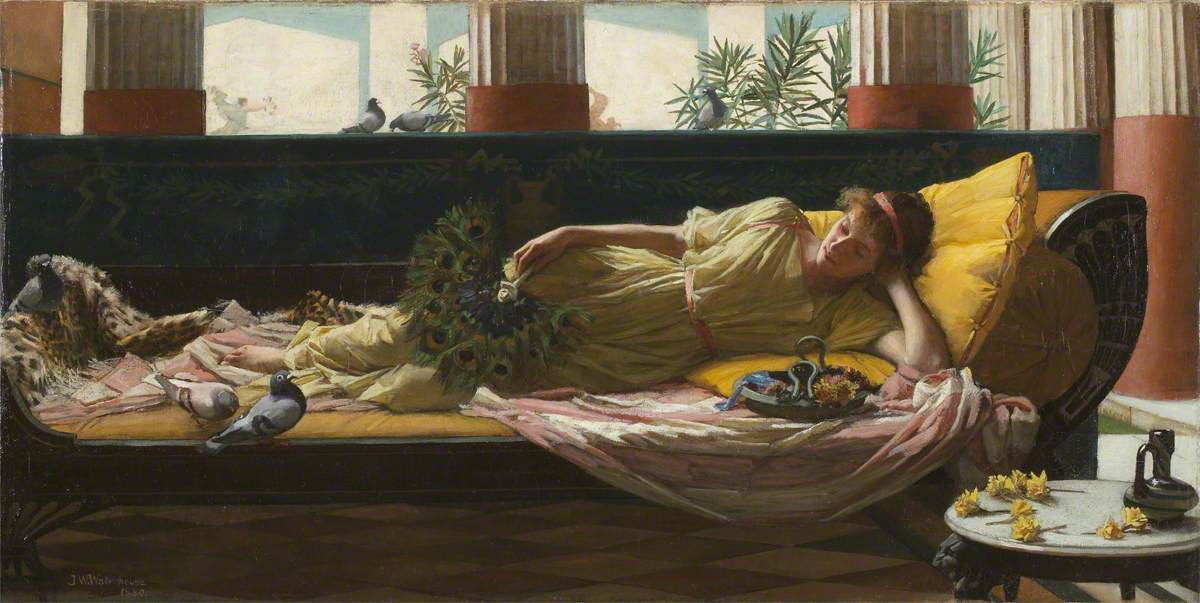
Dolce far Niente 1880
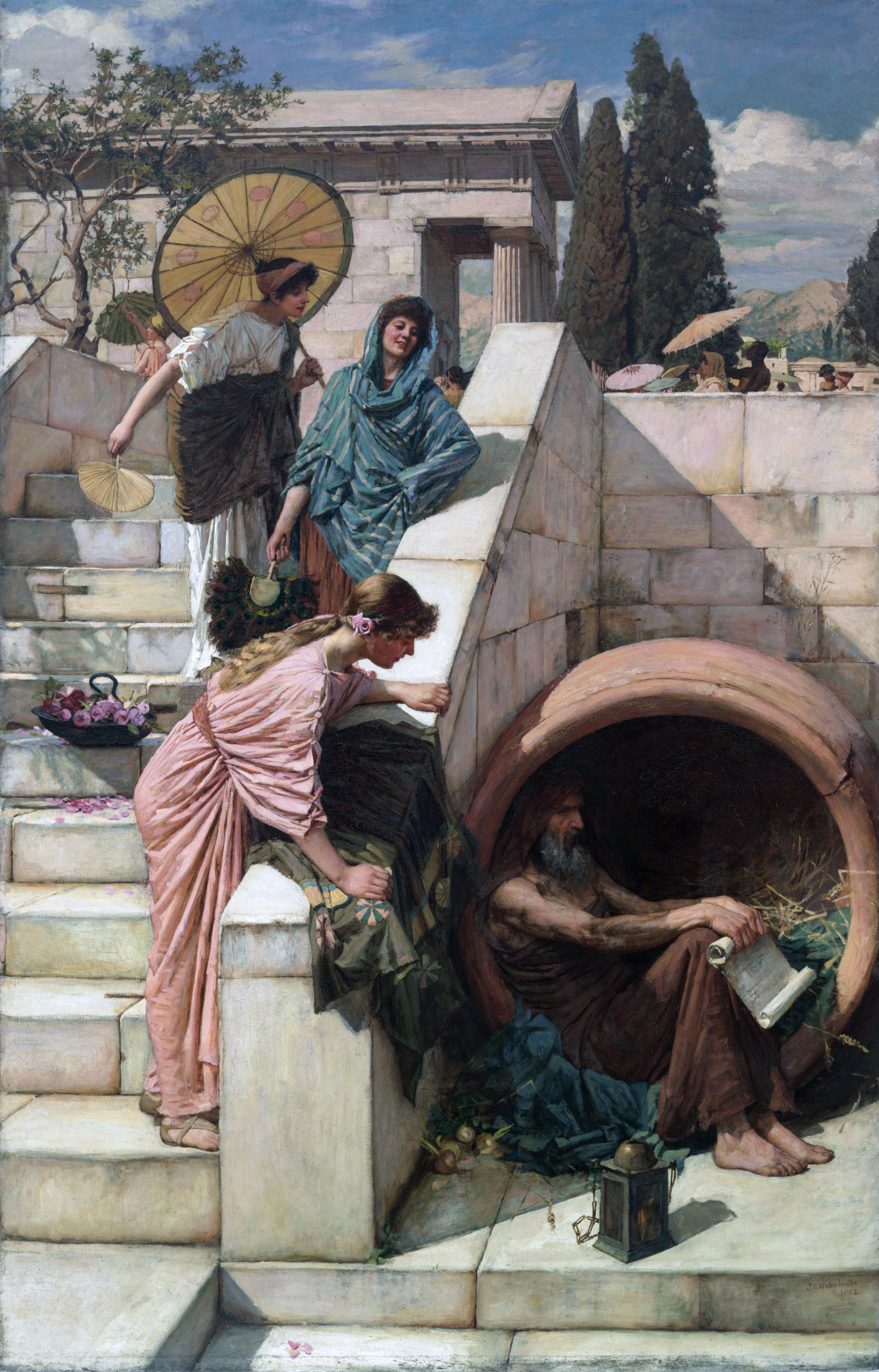
Diogenes 1882
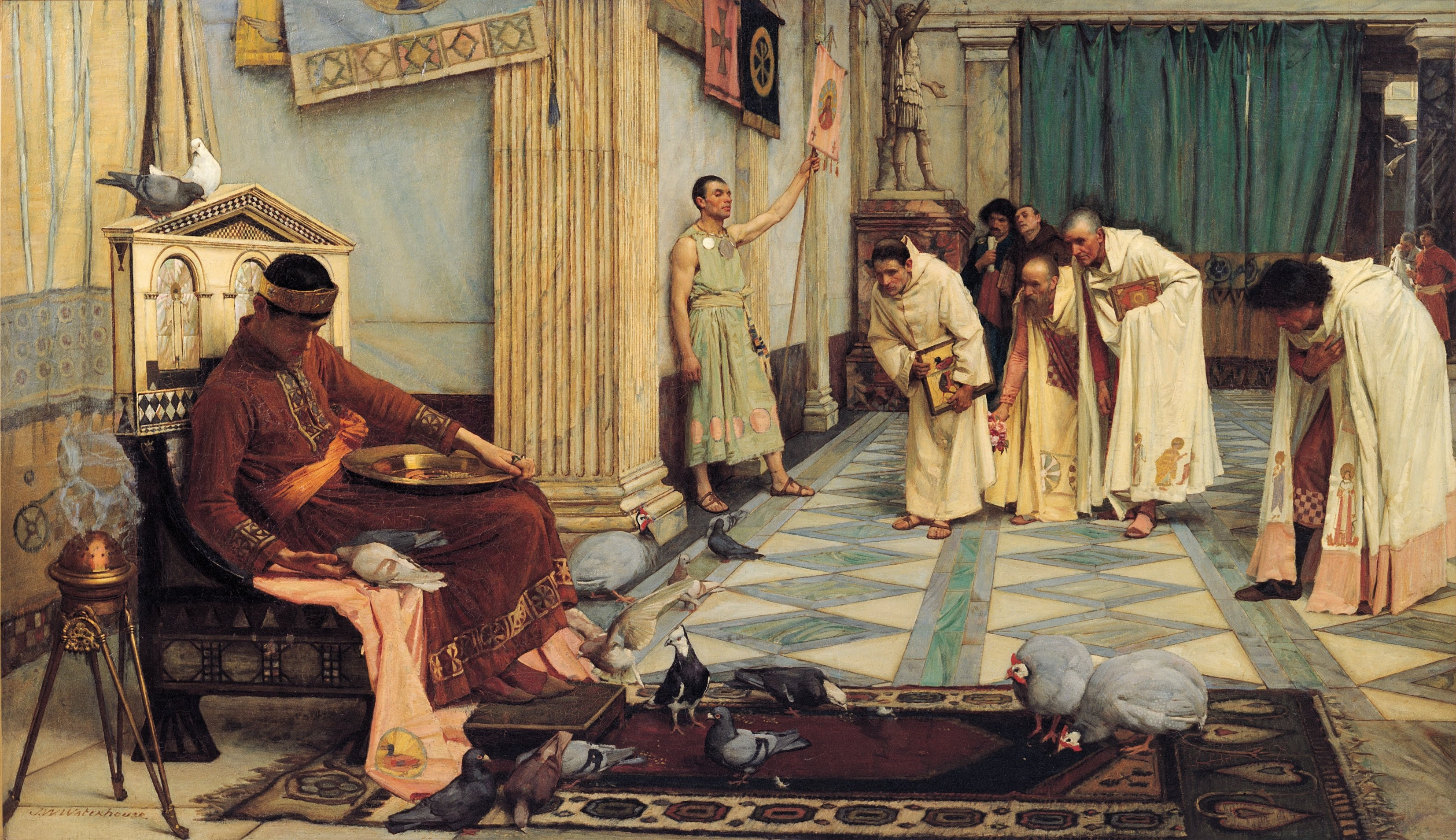
The Favourites of the Emperor Honorius 1883
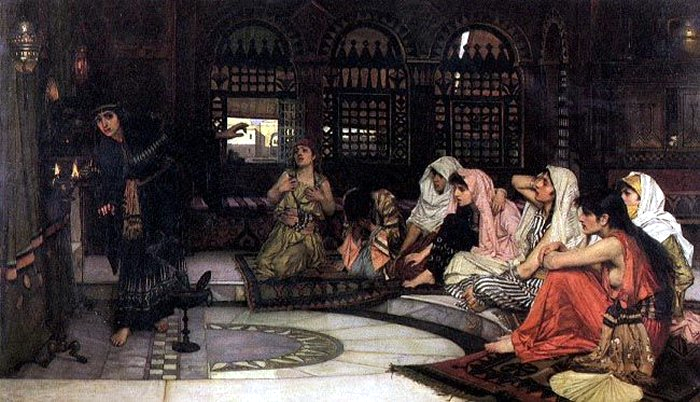
Consulting the Oracle 1884
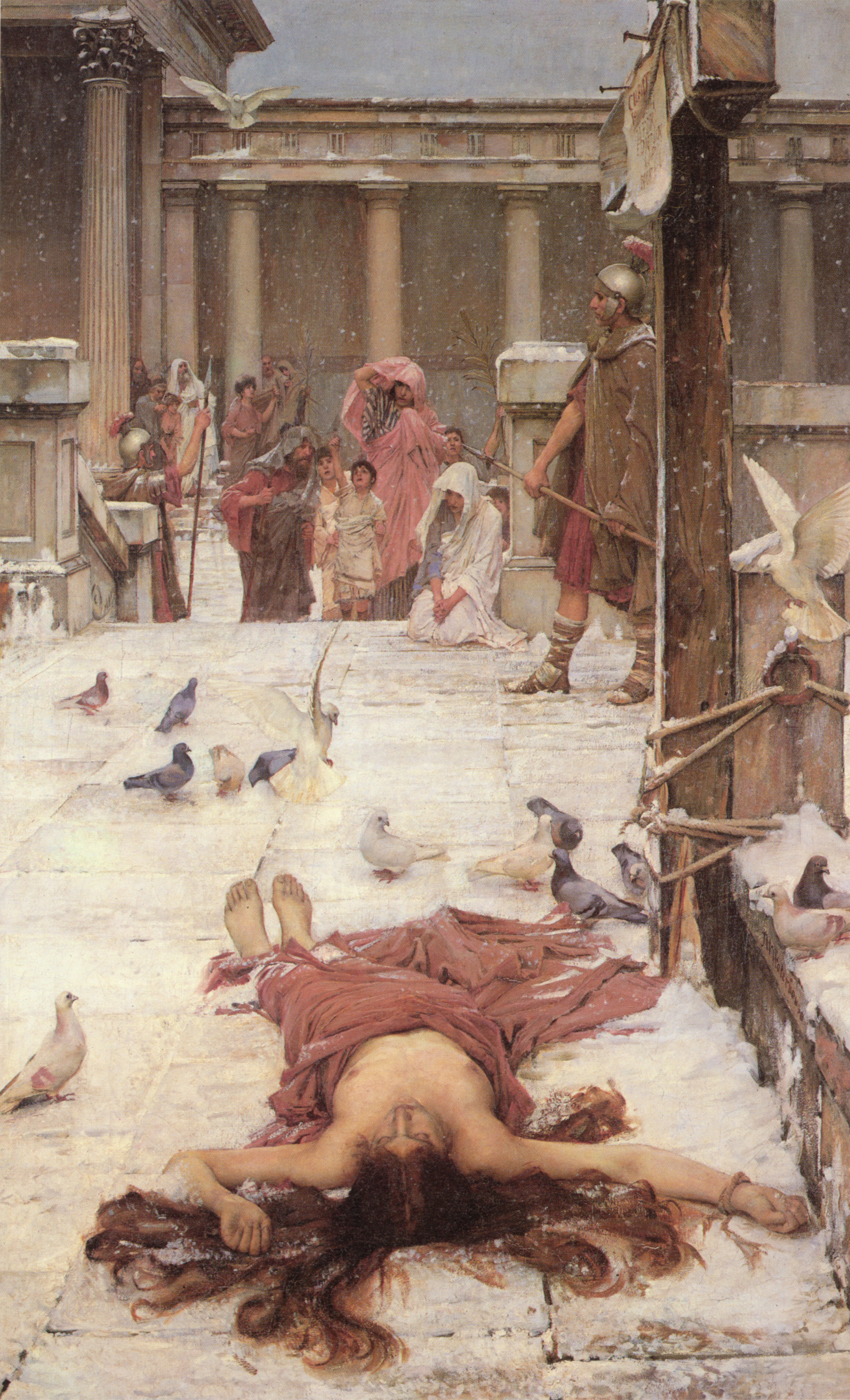
聖エウラリア "Saint Eulalia" 1885
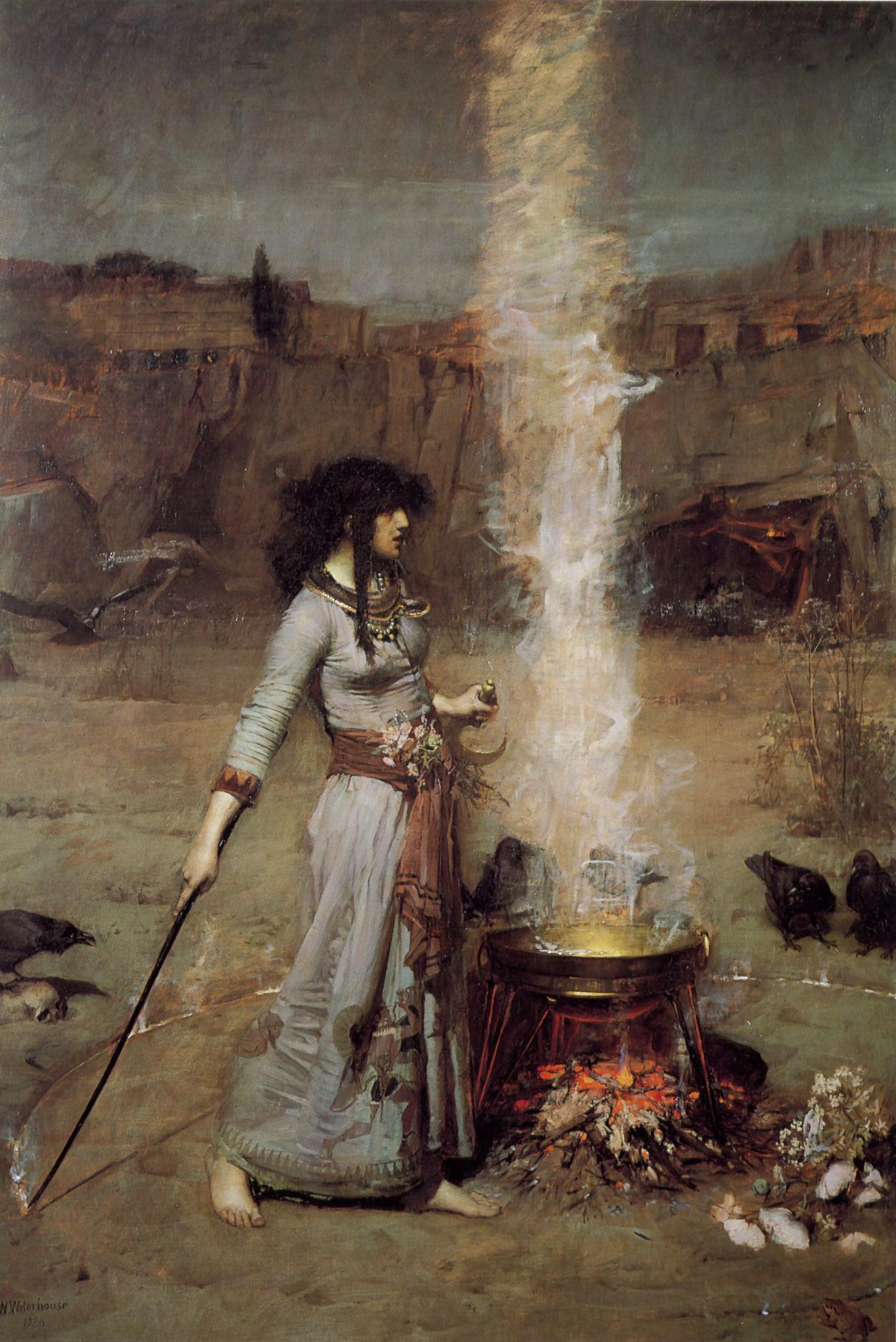
魔法円 "Magic Circle" 1886
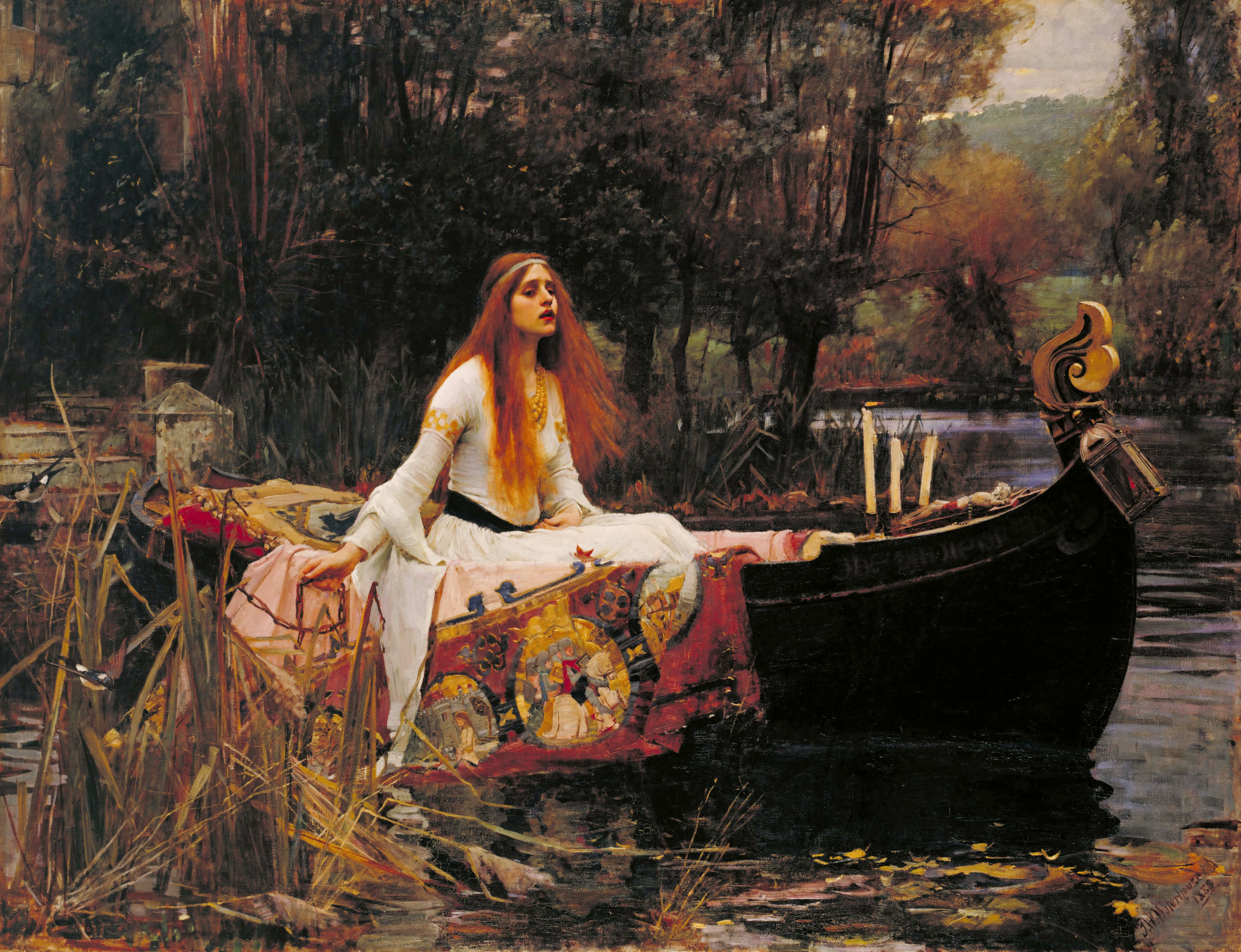
シャロットの女 "The Lady of Shalott" 1888
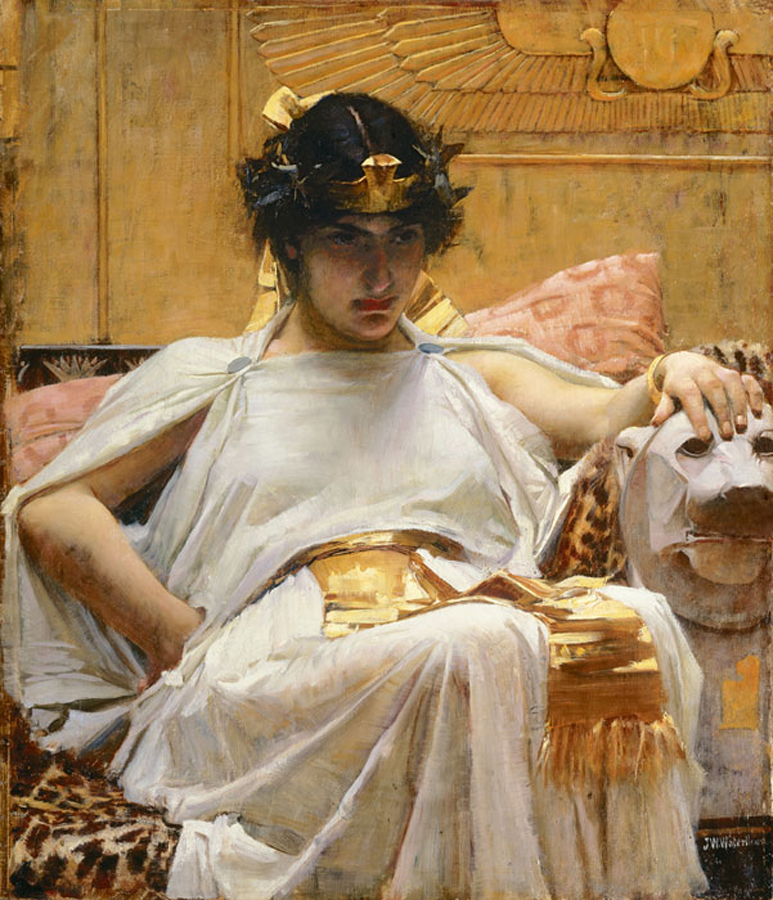
クレオパトラ "Cleopatra" 1888
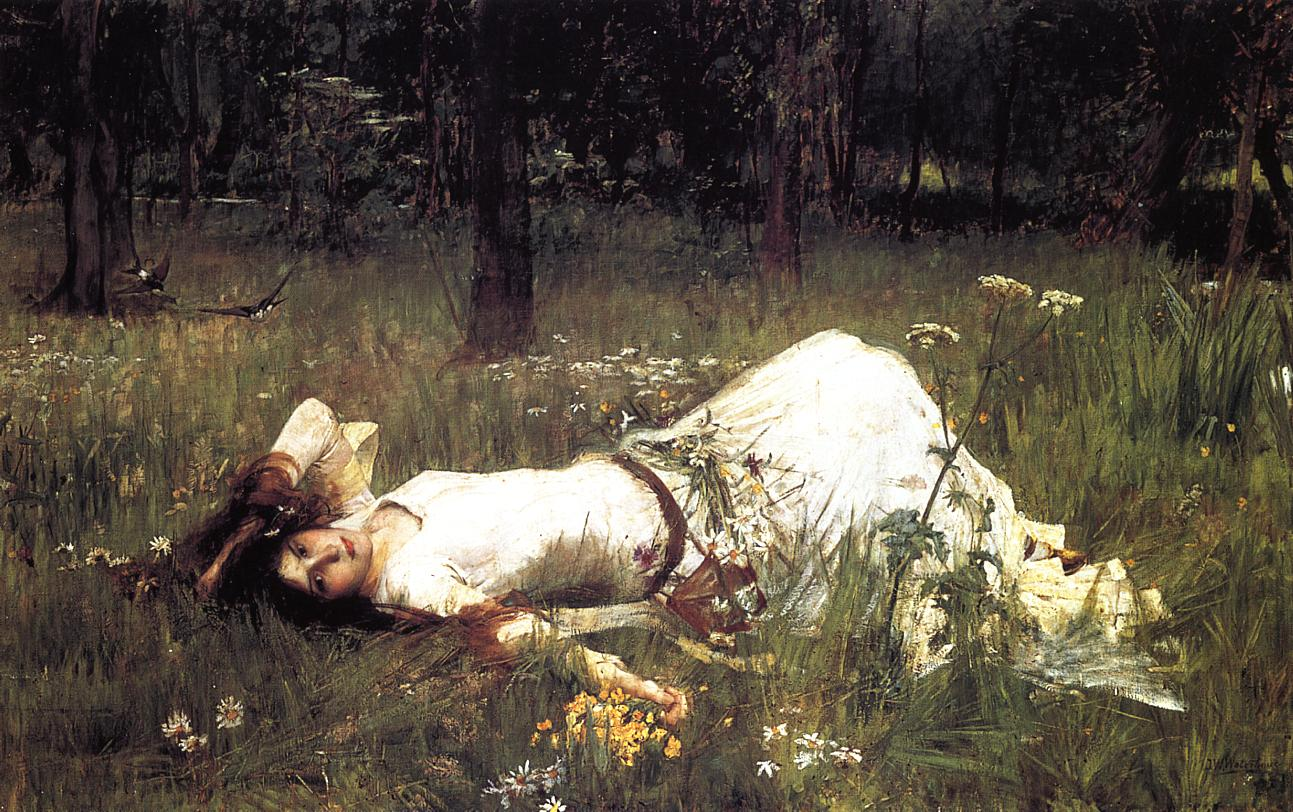
オフィーリア "Ophelia" 1889

### 1890年代

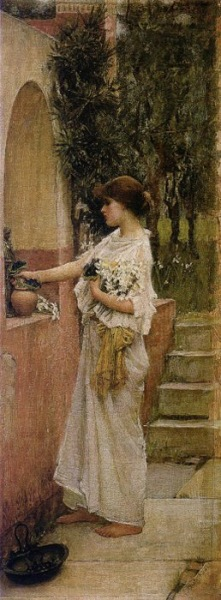
A Roman Offering 1890
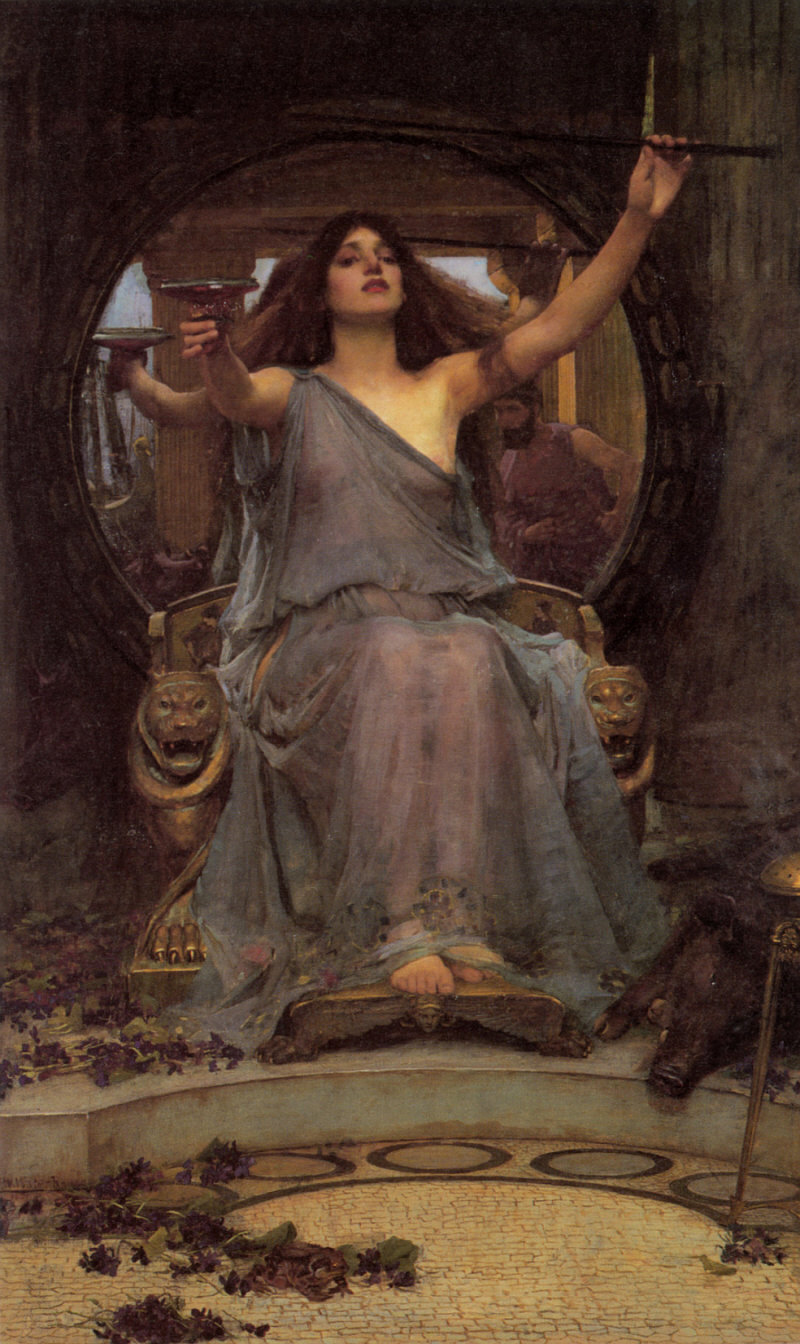
オデュッセウスに杯を差し出すキルケ "Circe Offering the Cup to Ulysses" 1891
ユリシーズとセイレーン "Ulysses and the Sirens" 1891
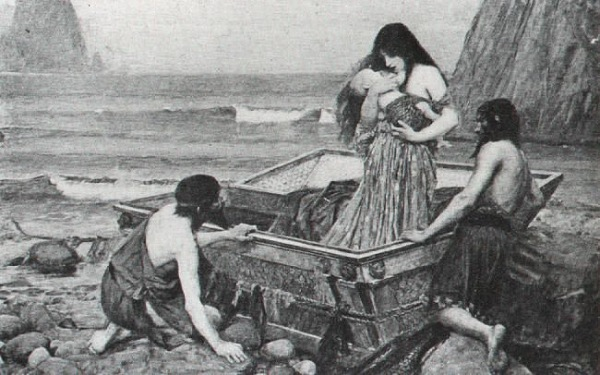
Danaë 1892
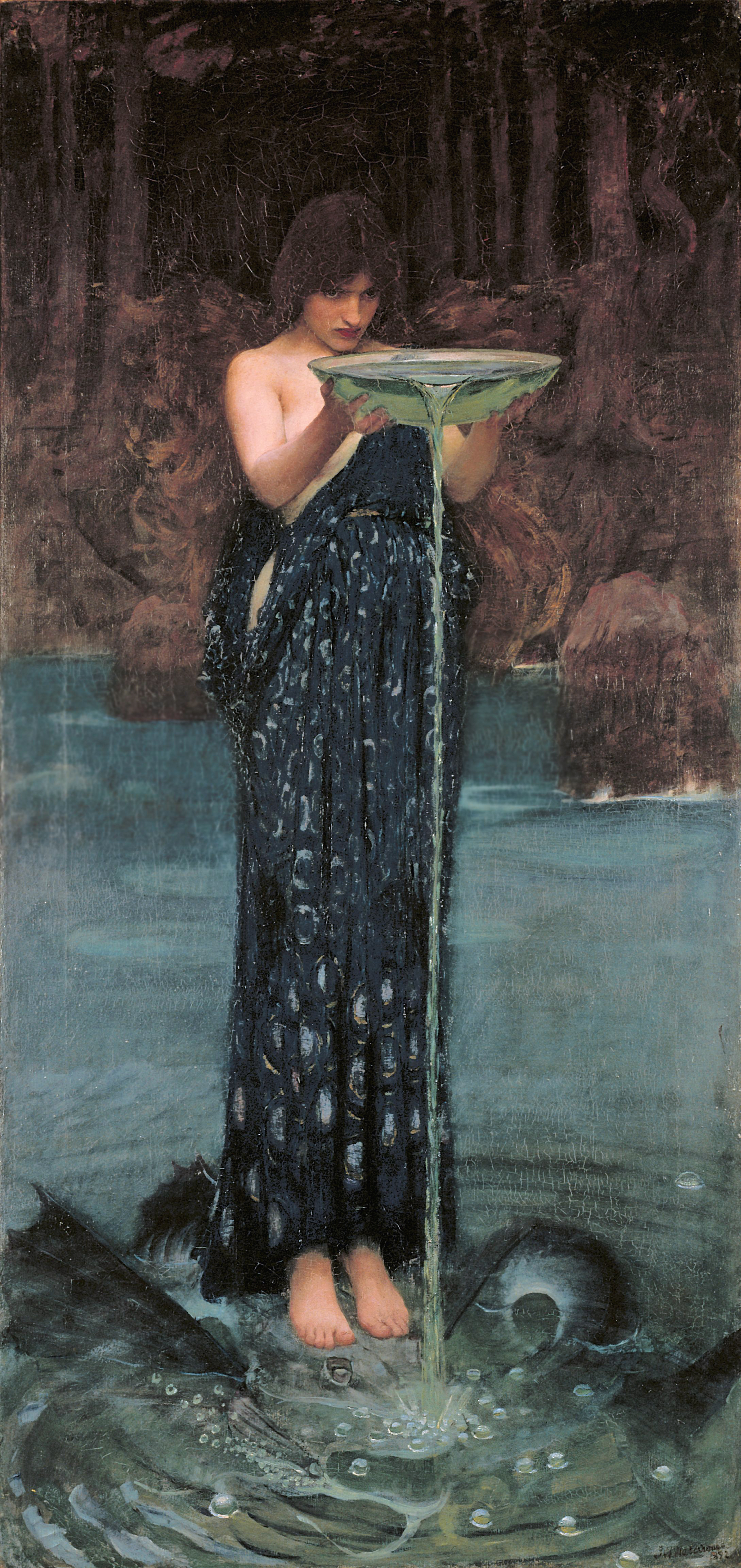
Circe Invidiosa 1892
A Naiad or Hylas with a Nymph 1893
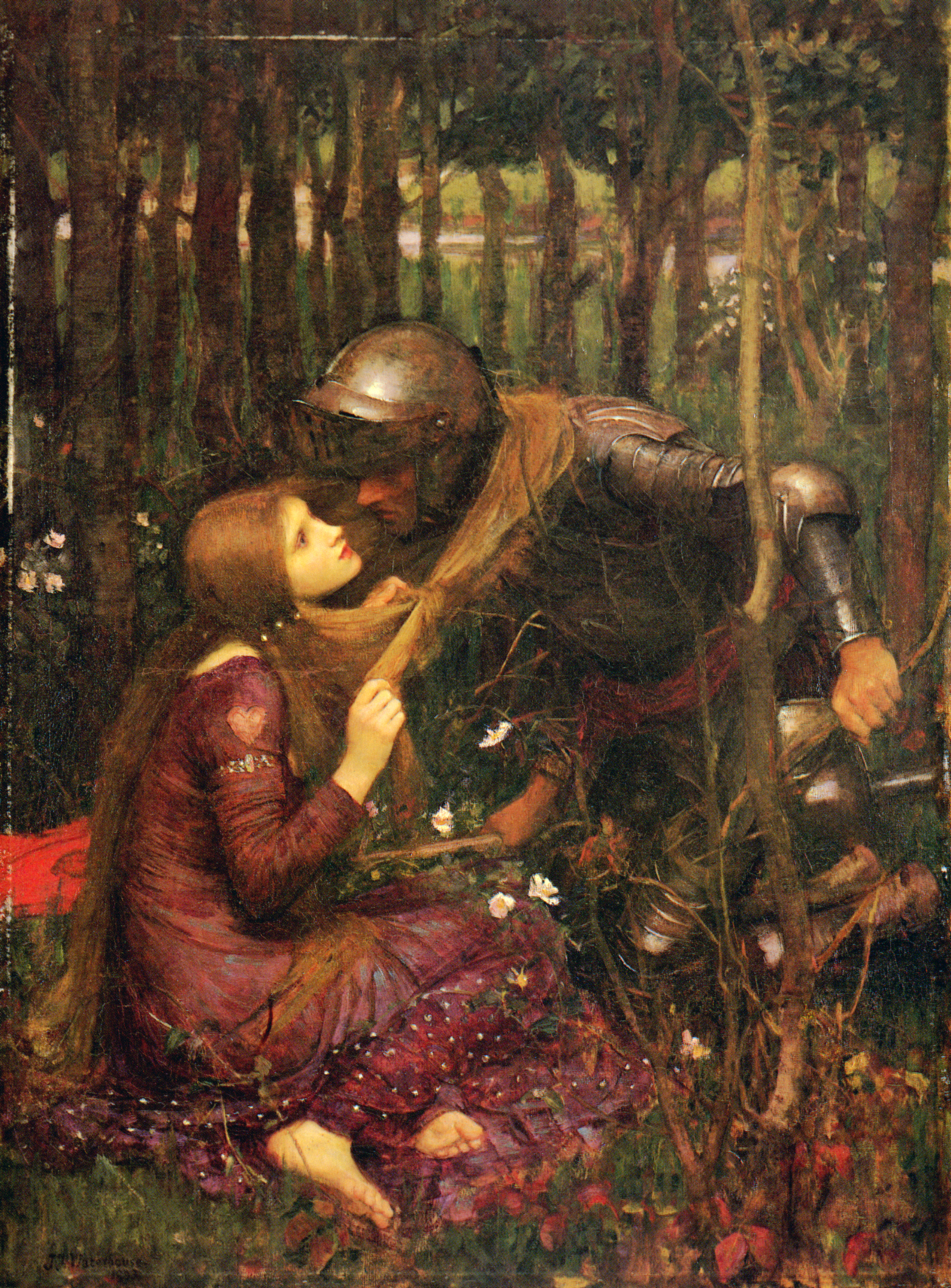
La Belle Dame sans Merci 1893
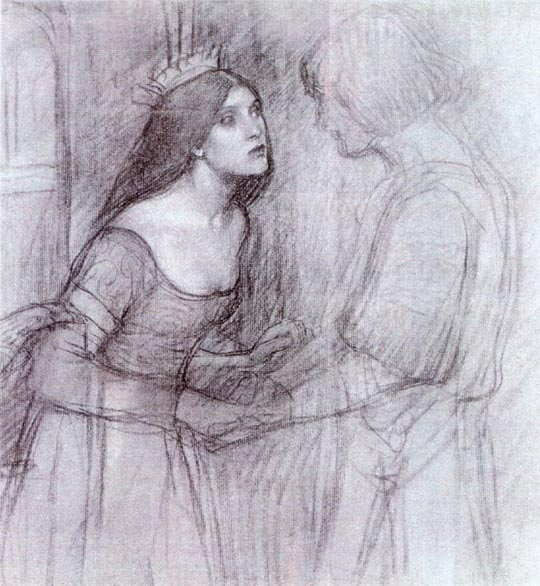
A Female Study 1894
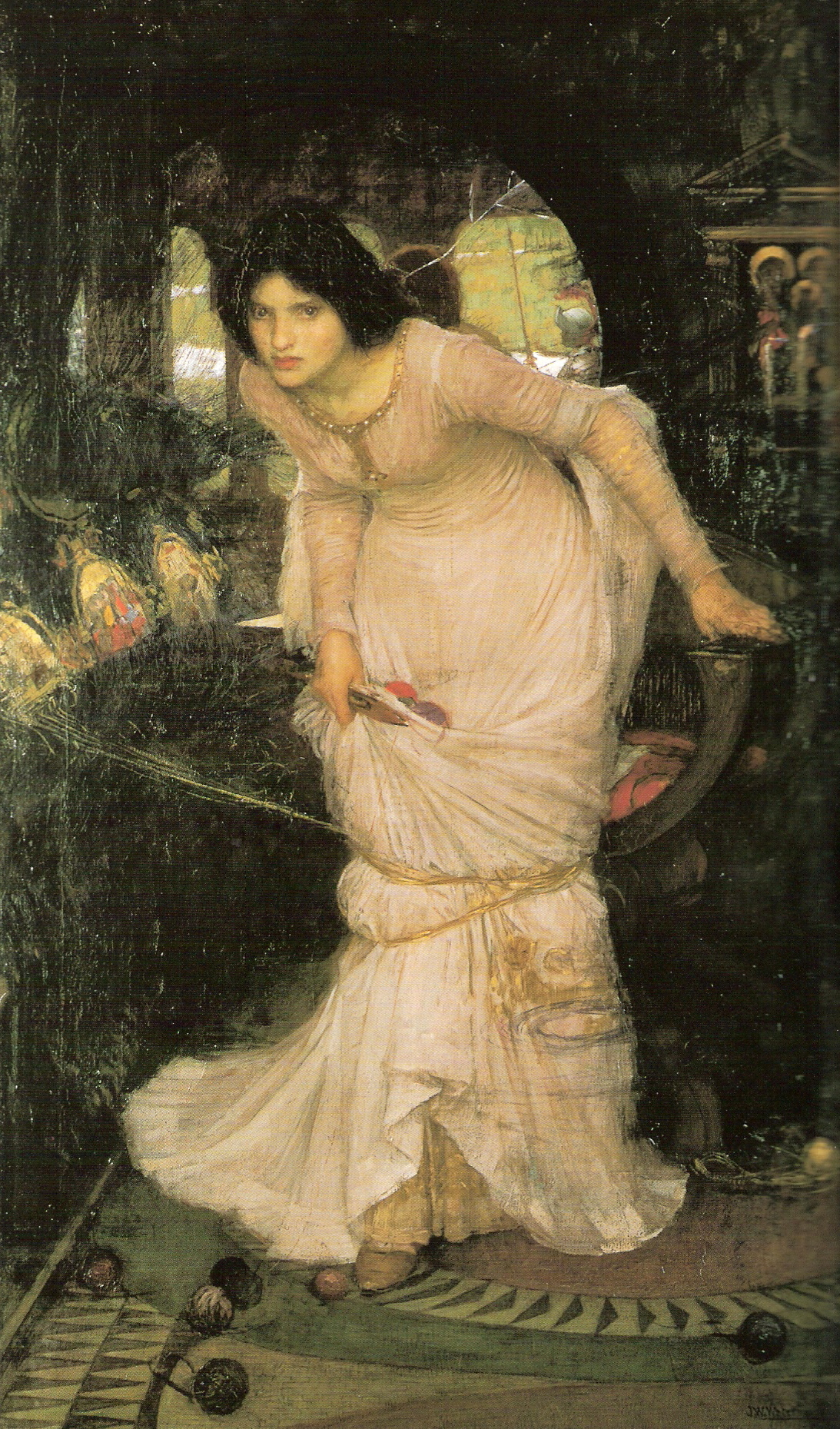
The Lady of Shalott Looking at Lancelot 1894
Ophelia 1894
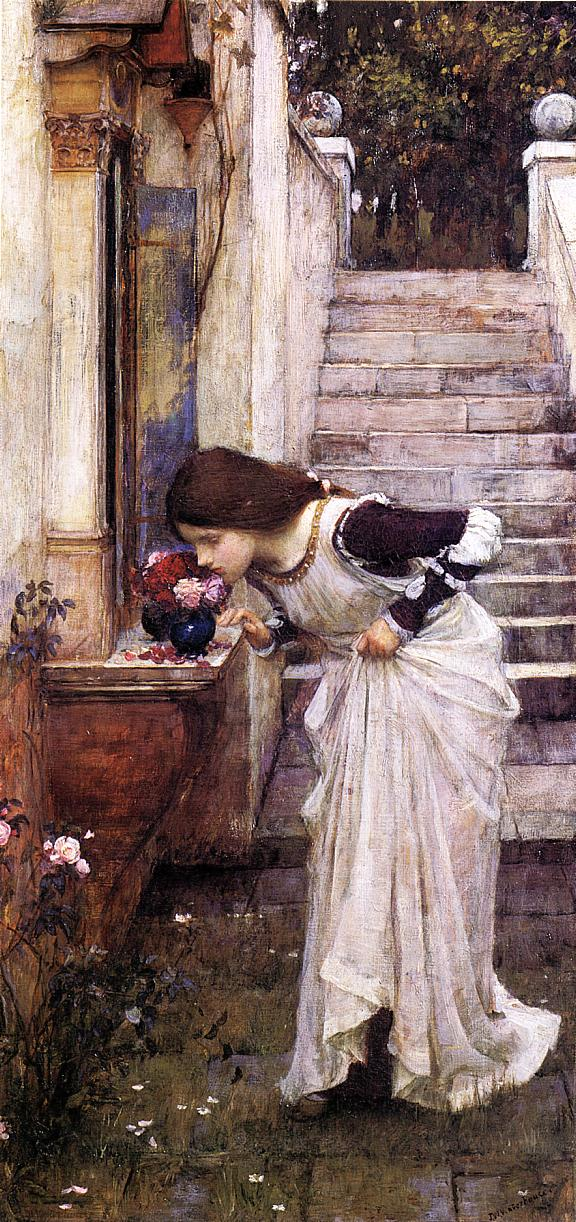
The Shrine 1895
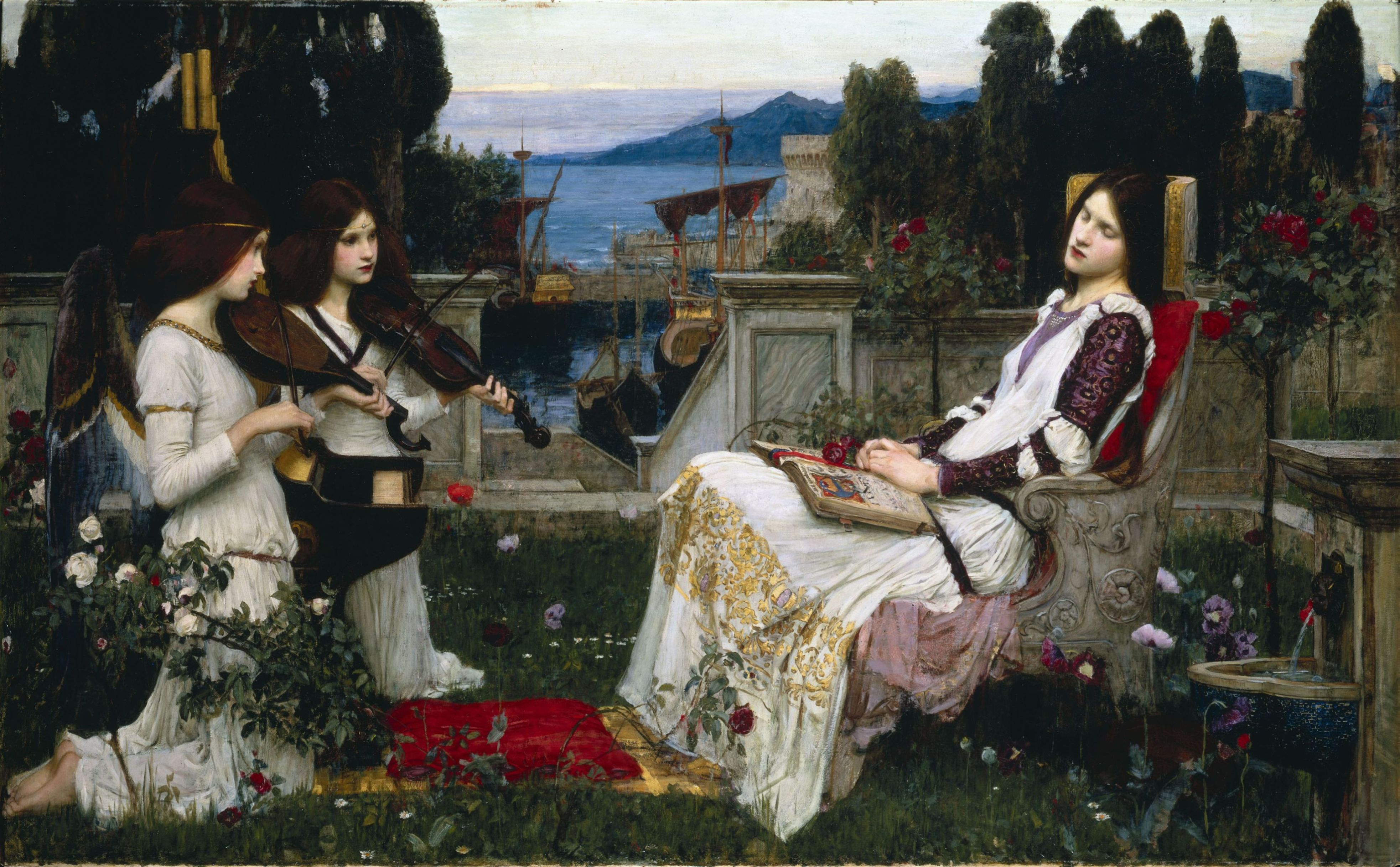
聖セシリア "Saint Cecilia" 1895
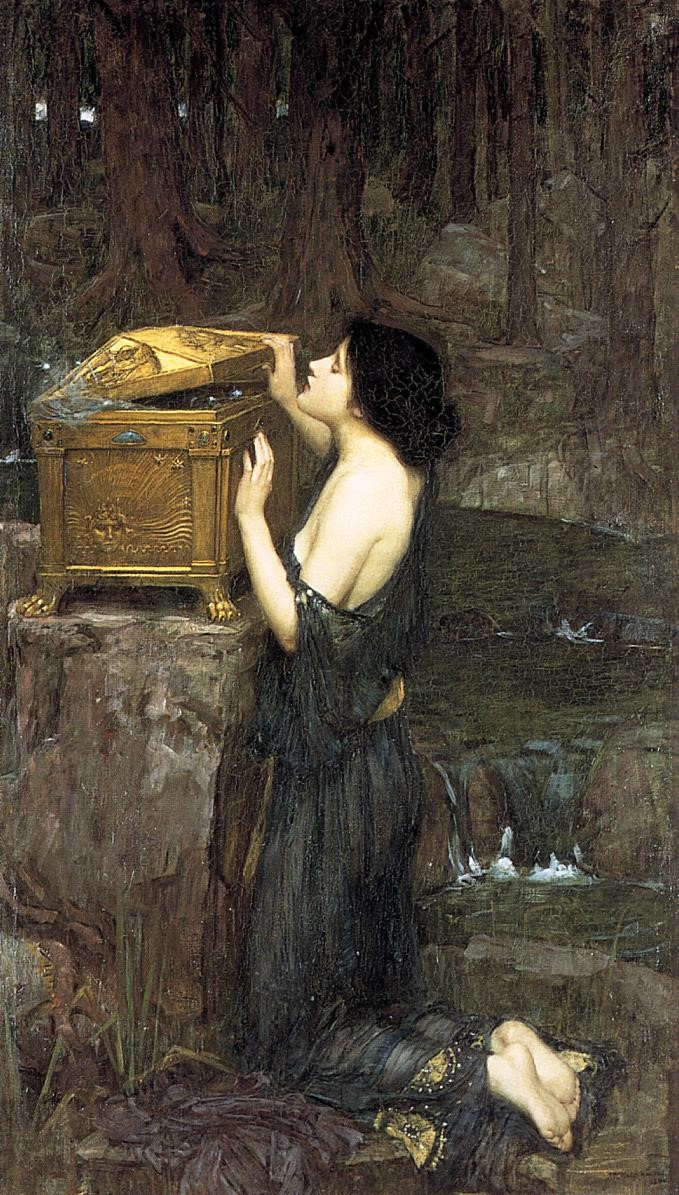
Pandora 1896
ジュリエット "Juliet" 1898

### 1900年代

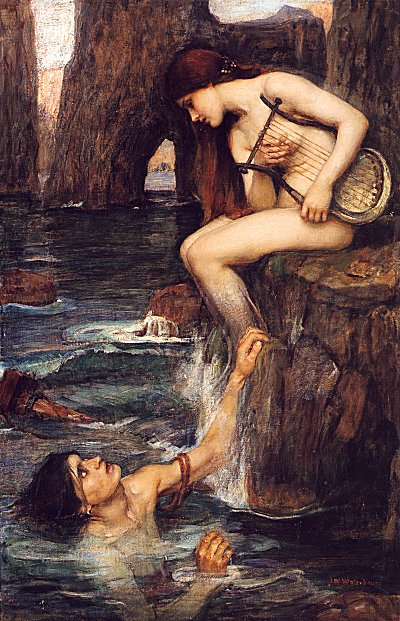
The Siren c. 1900
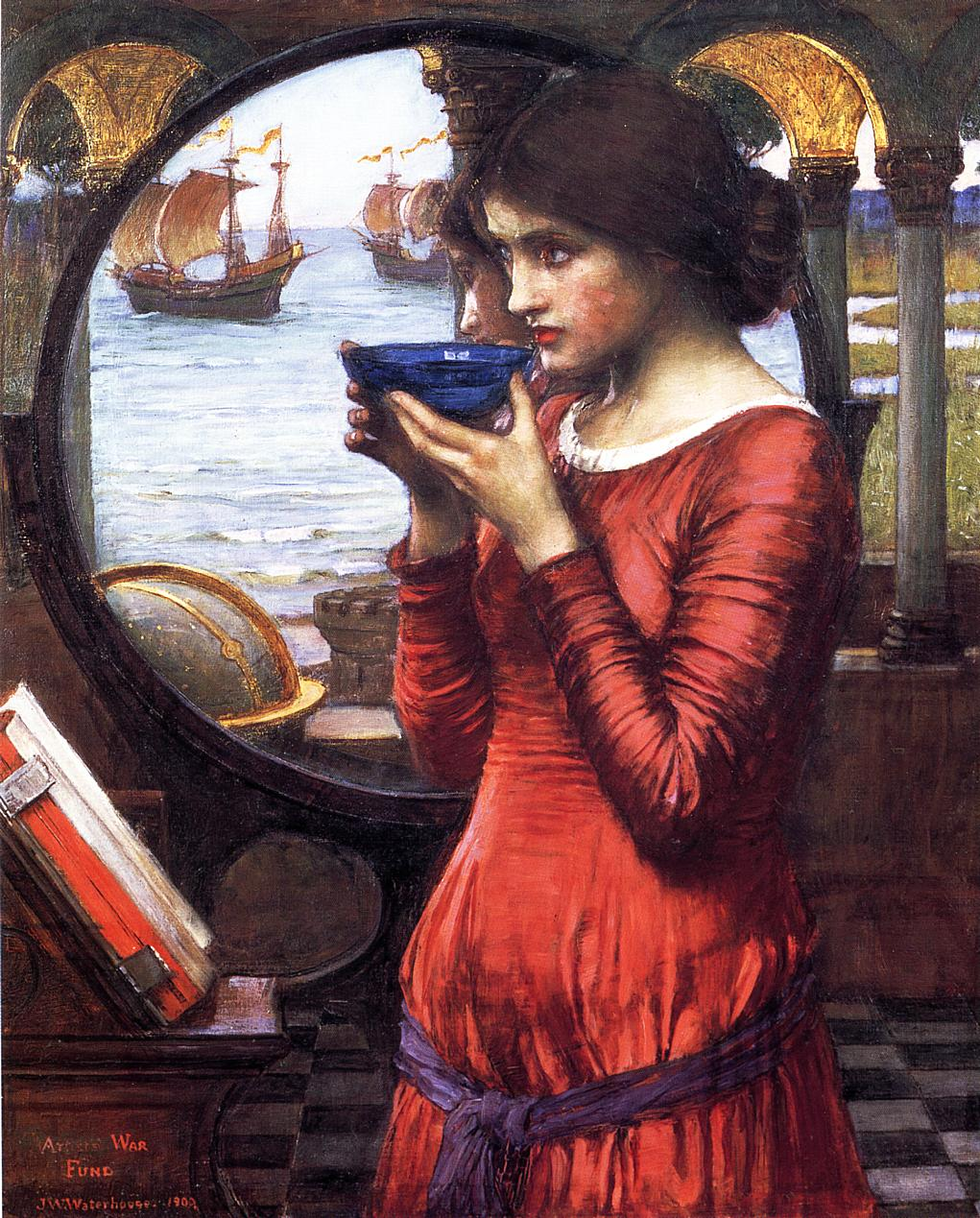
Destiny 1900
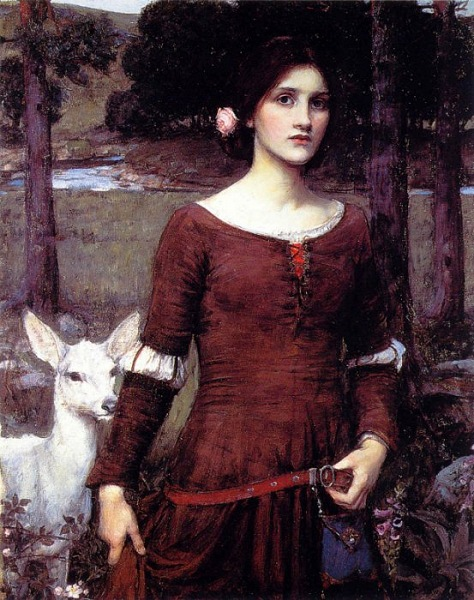
The Lady Clare 1900
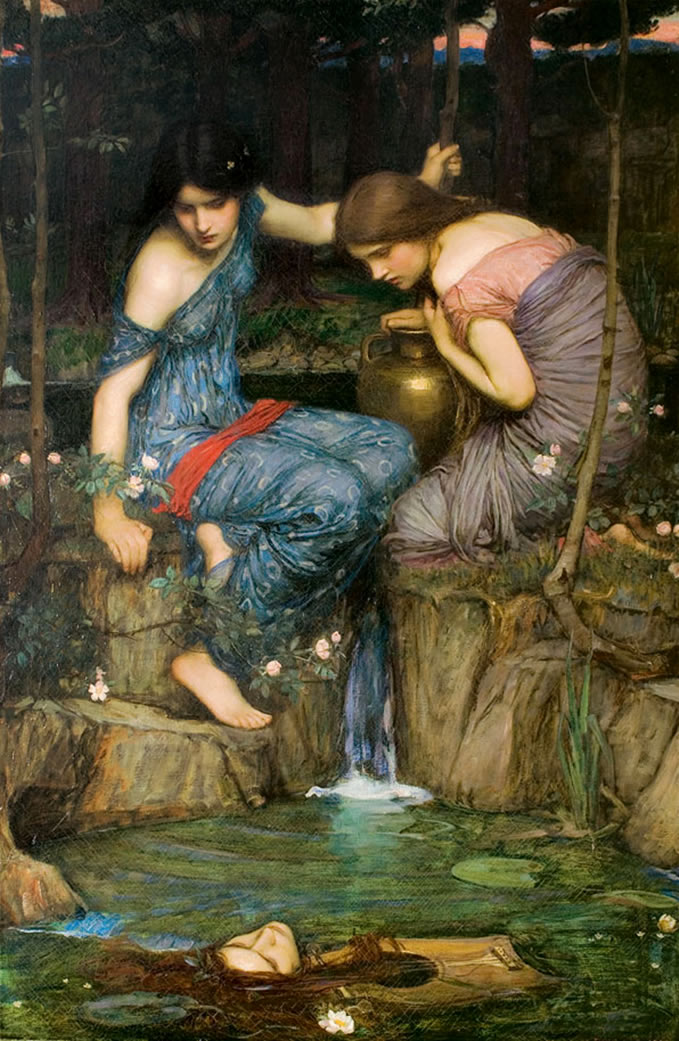
Nymphs Finding the Head of Orpheus 1900
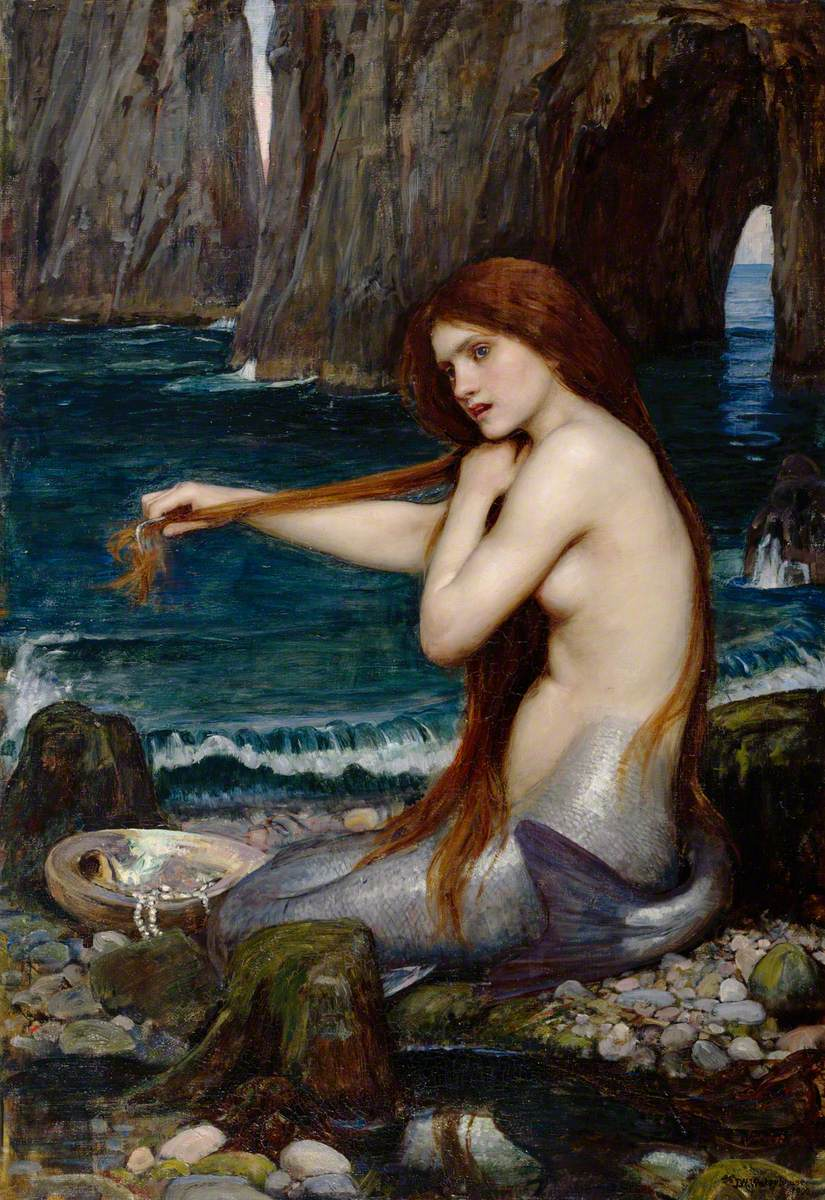
人魚 "The Mermaid" 1901
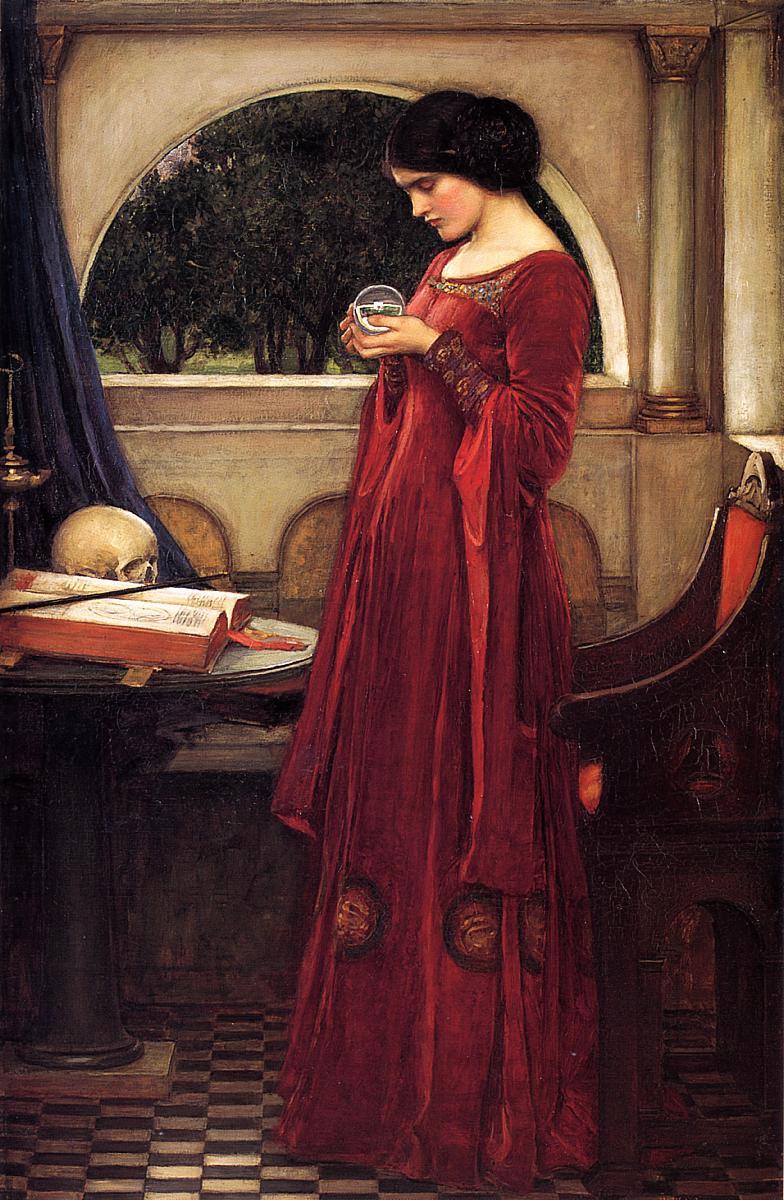
The Crystal Ball 1902
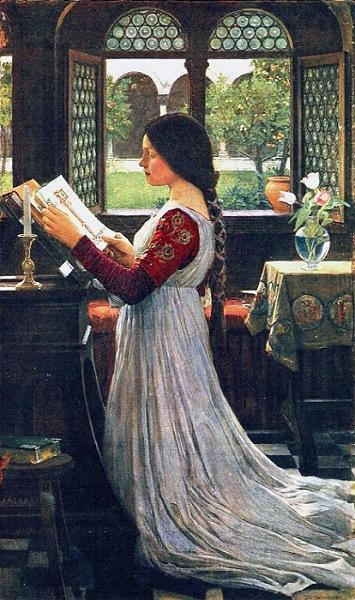
The Missal 1902
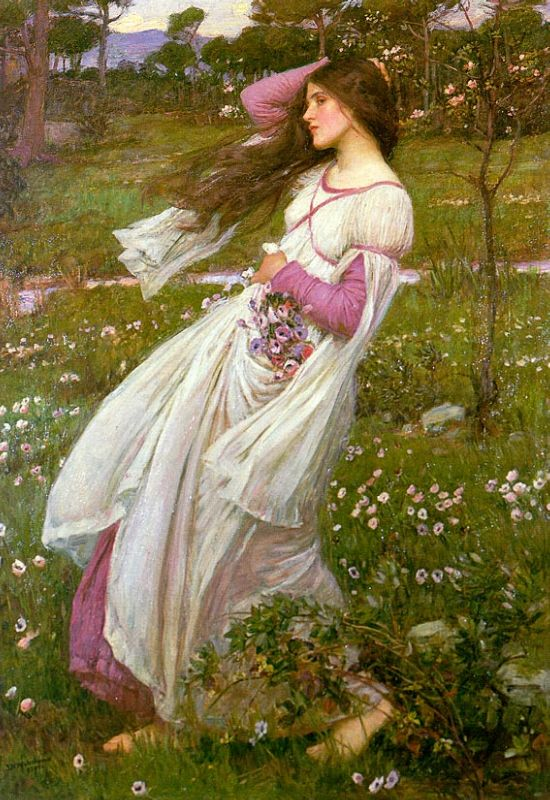
Windflowers 1902
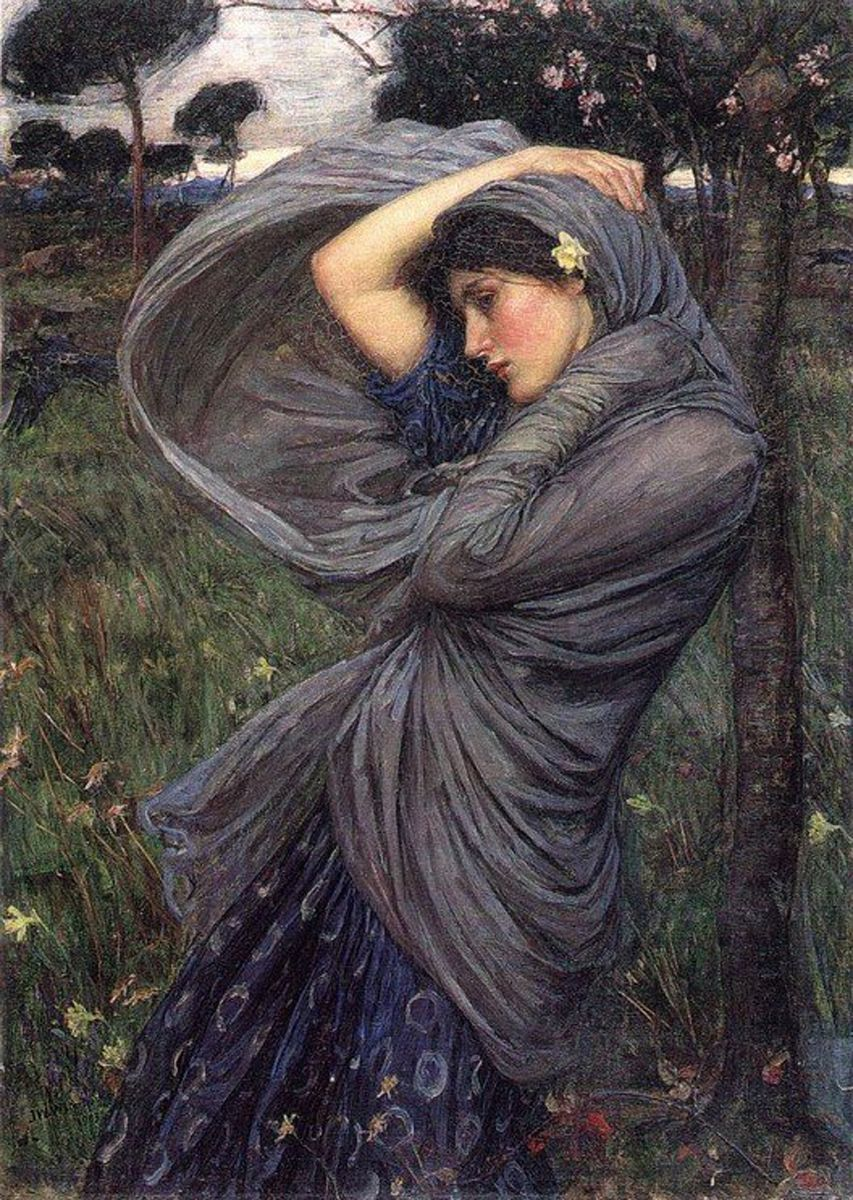
Boreas 1903
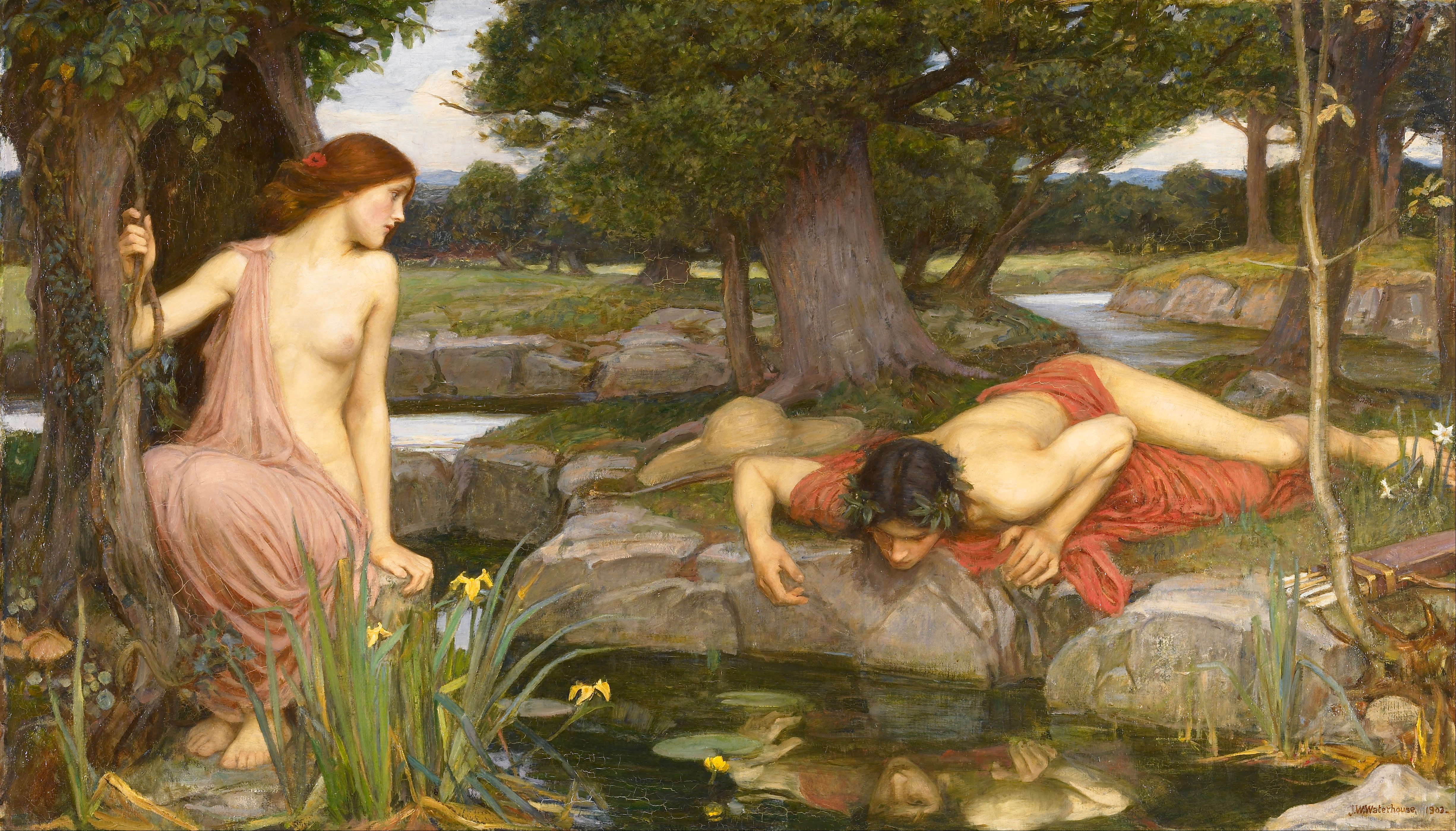
Echo and Narcissus 1903
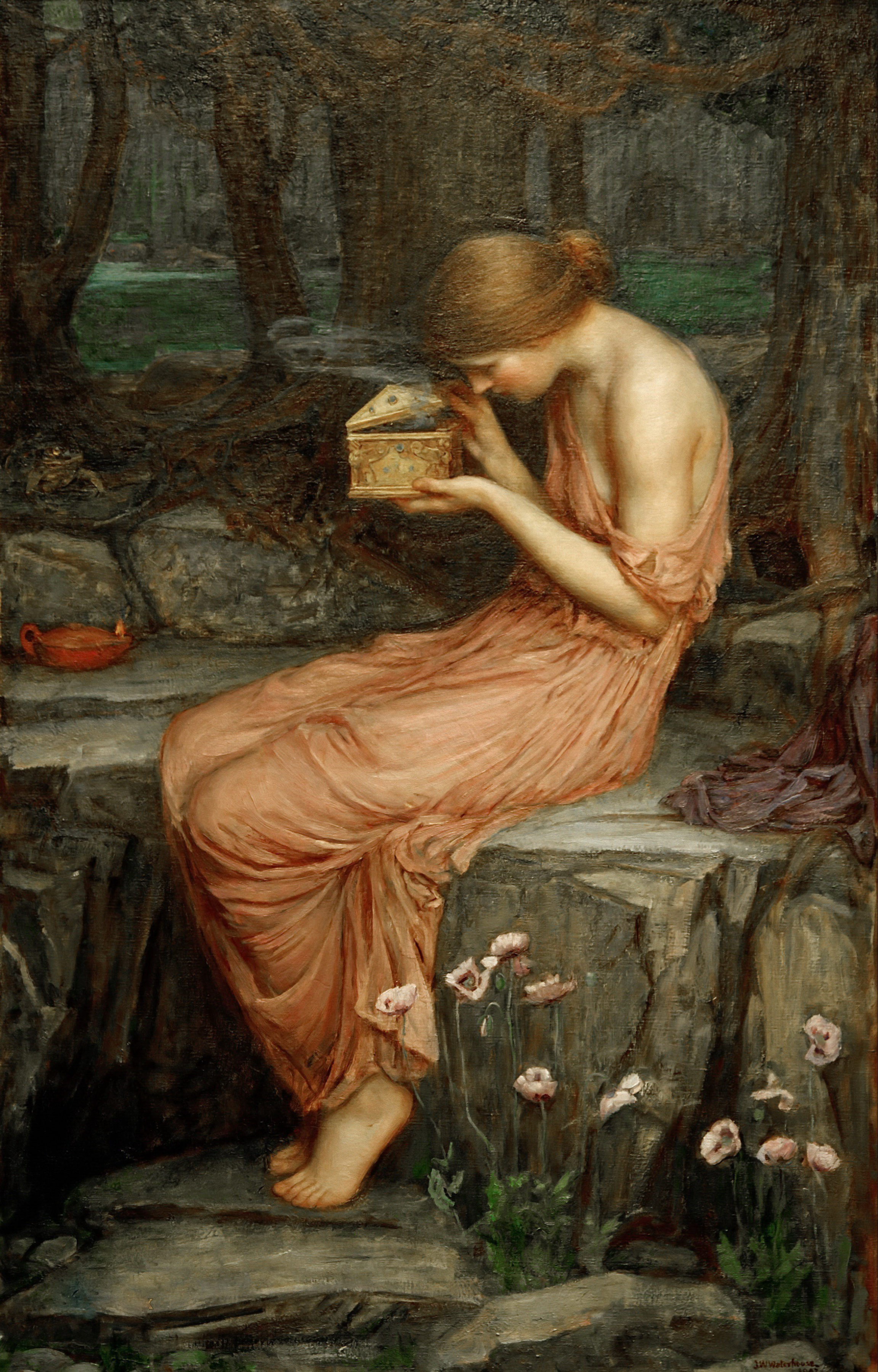
Psyche Opening the Golden Box 1903
Psyche Opening the Door into Cupid's Garden 1904
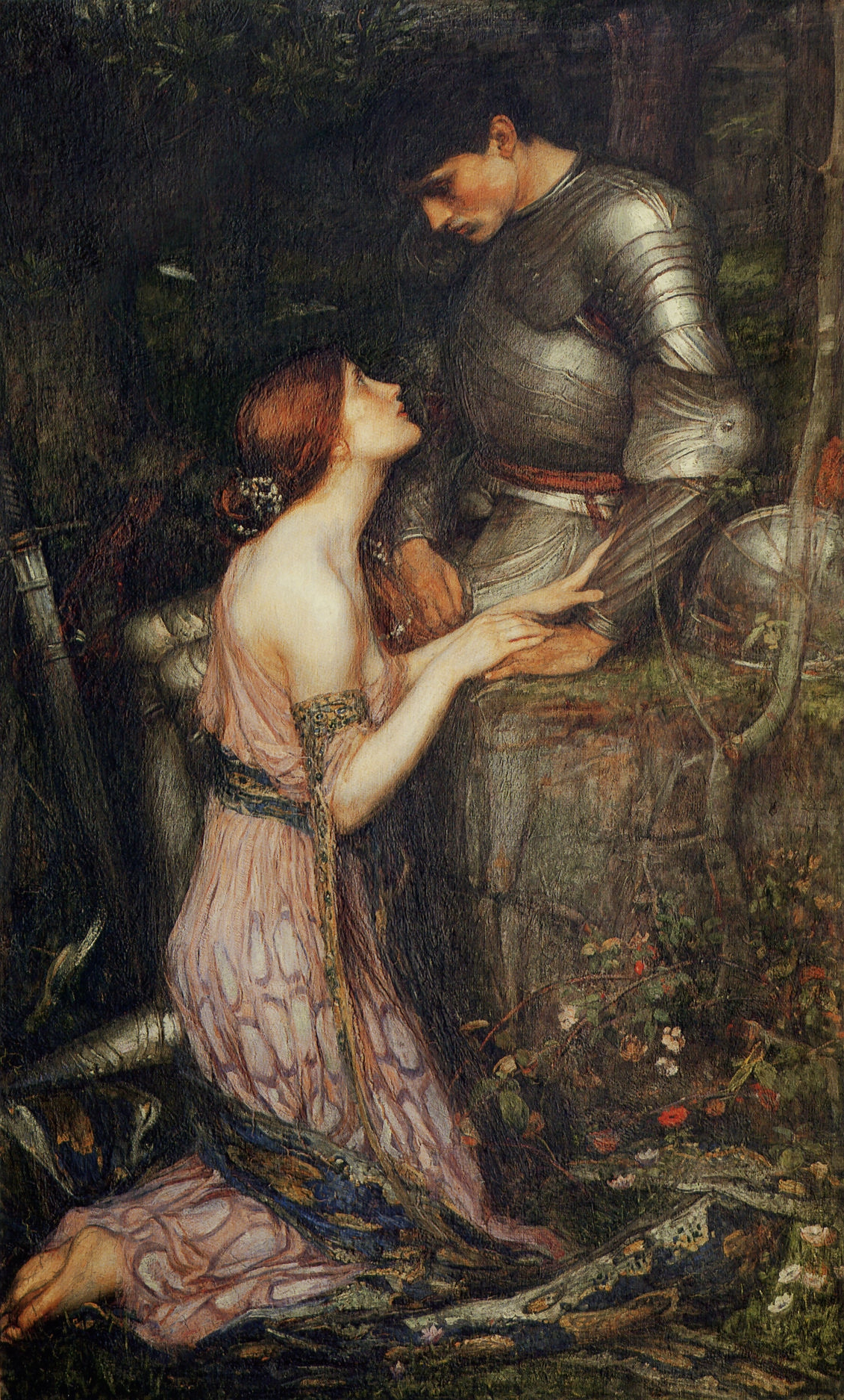
Lamia (version 1) 1905
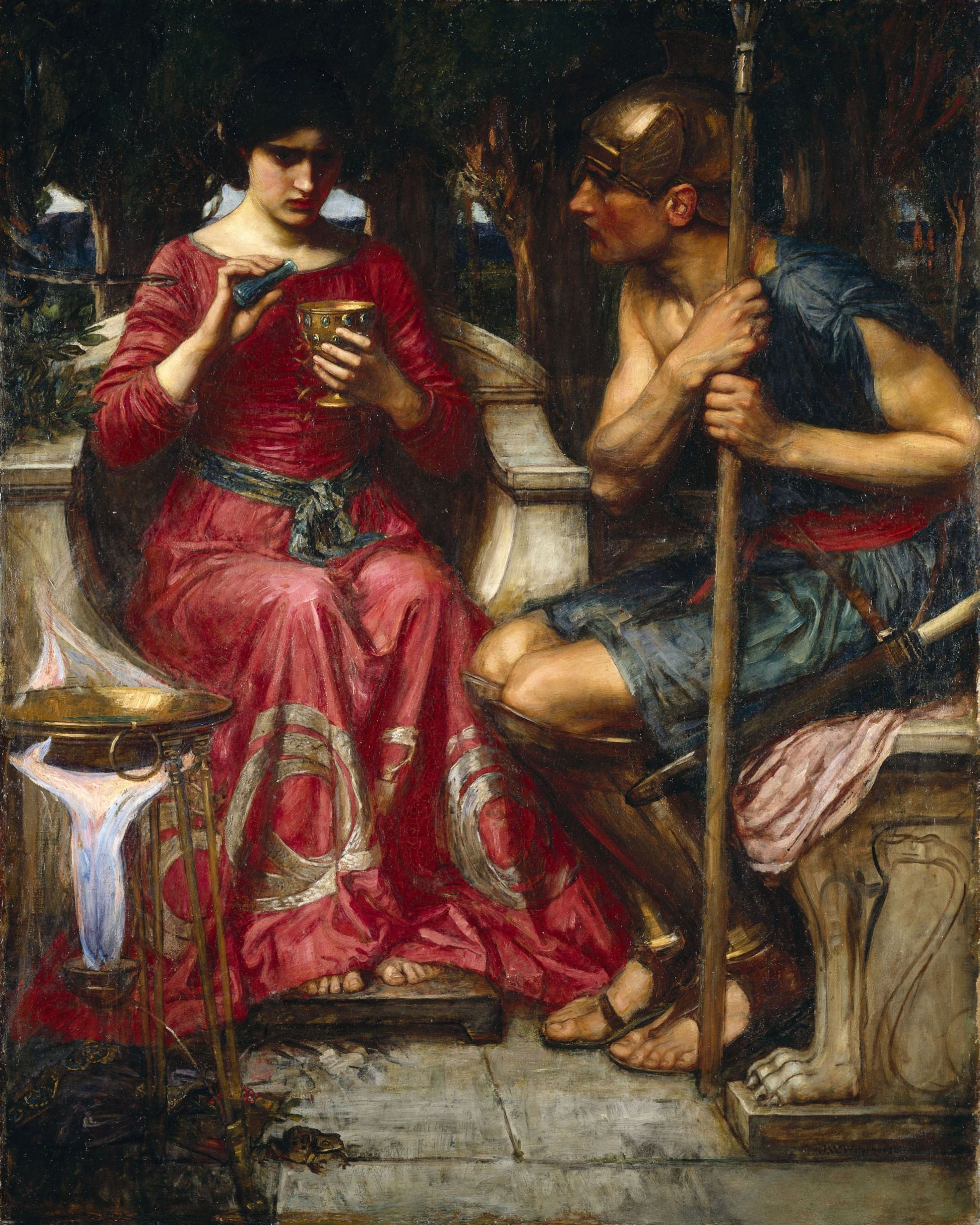
Jason and Medea 1907
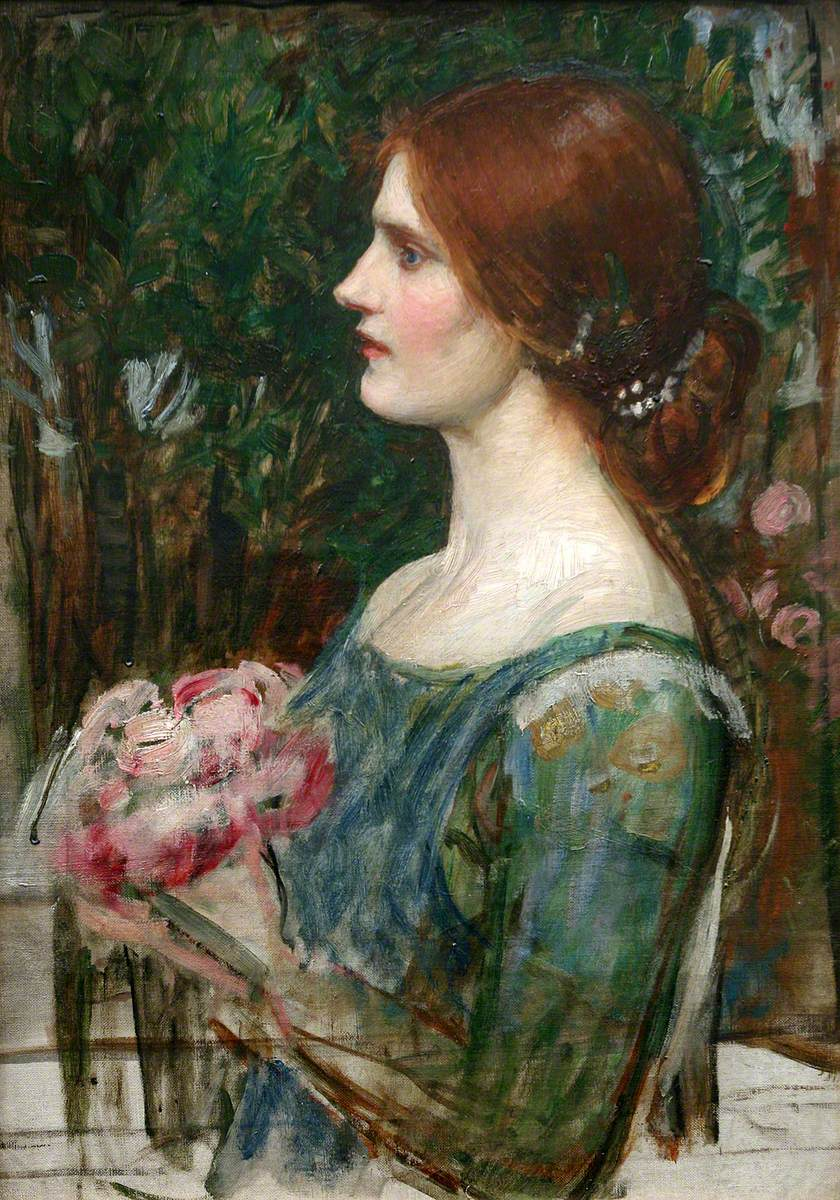
The Bouquet (a study) 1908
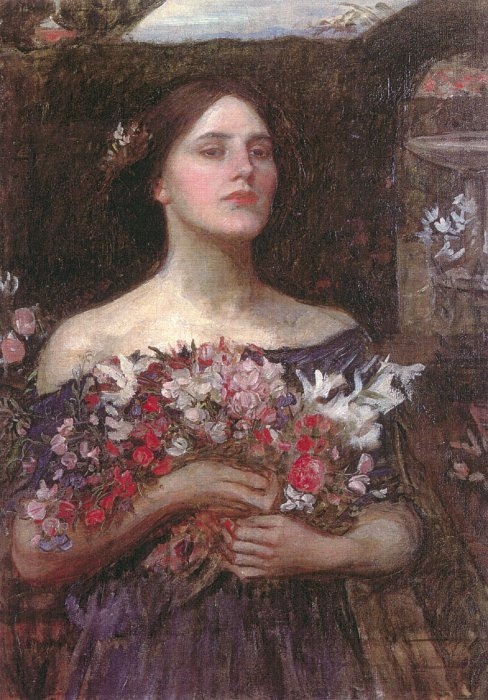
Gather Ye Rosebuds or Ophelia (a study) circa 1908
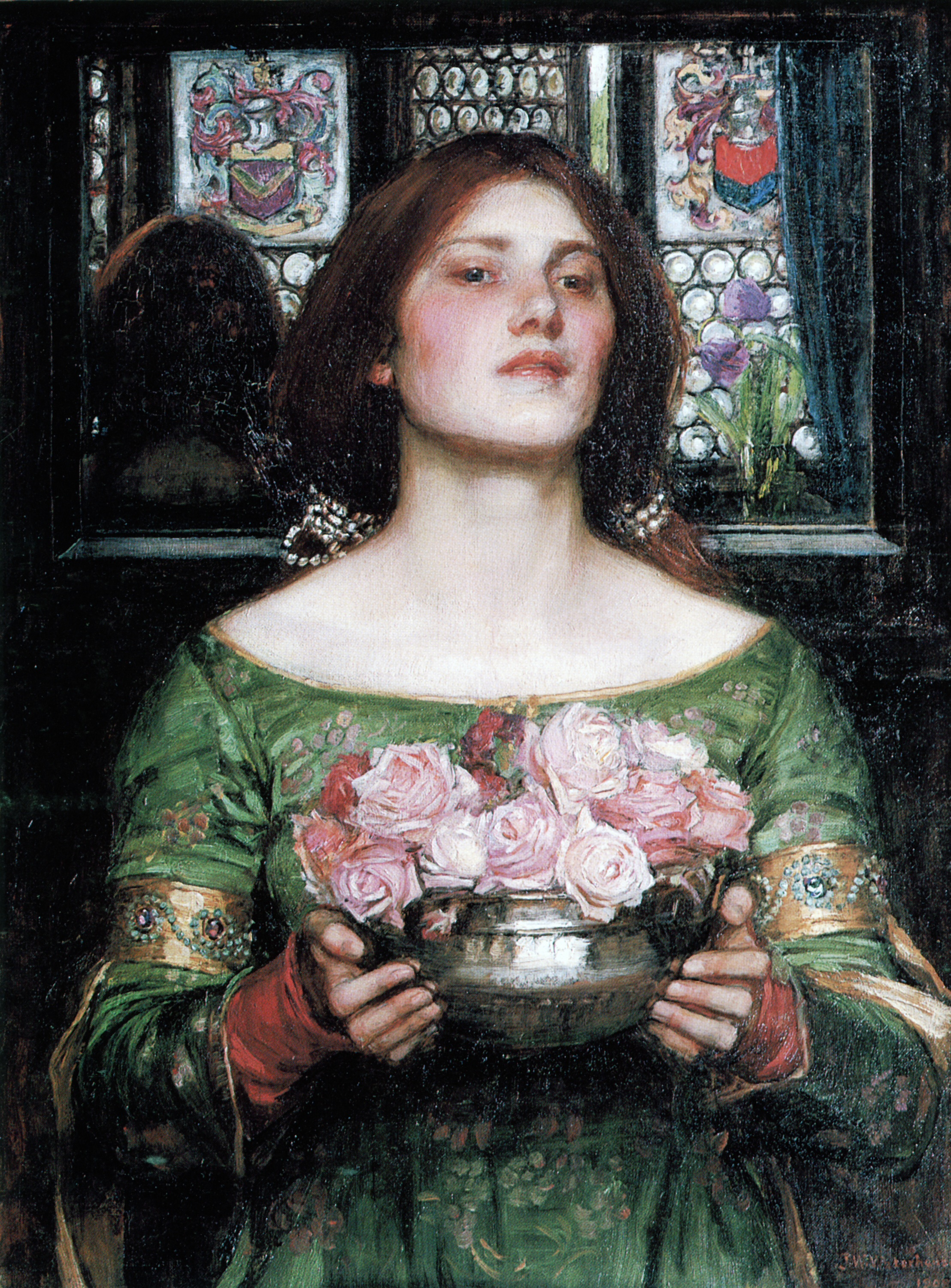
Gather Ye Rosebuds While Ye May... 1908
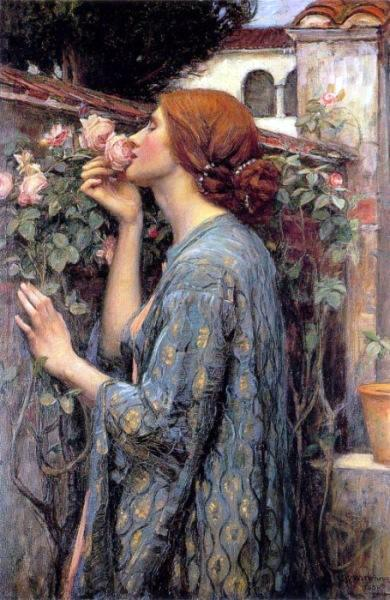
The Soul of the Rose or My Sweet Rose 1908
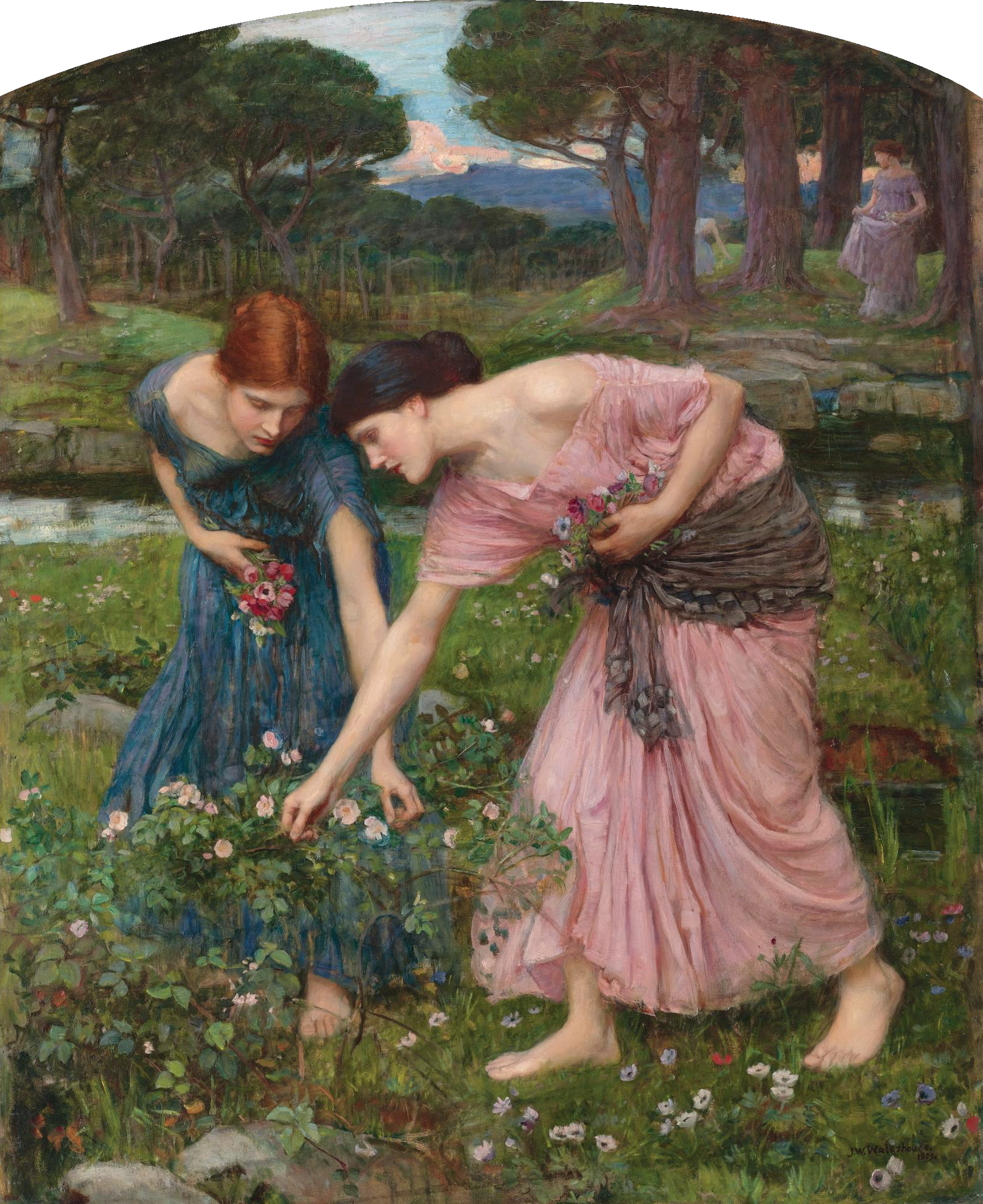
Gather Ye Rosebuds While Ye May 1909
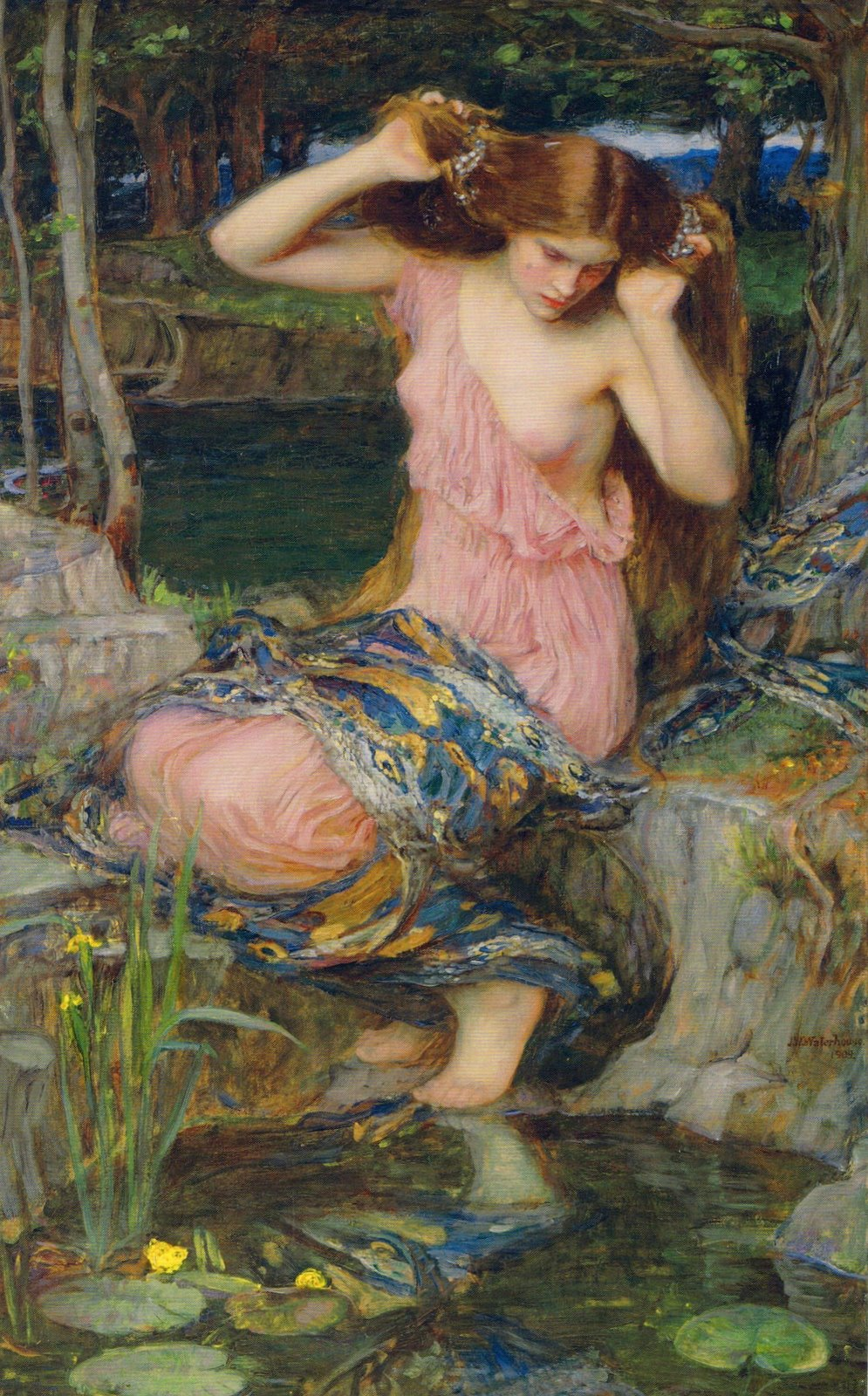
Lamia (version 2) 1909
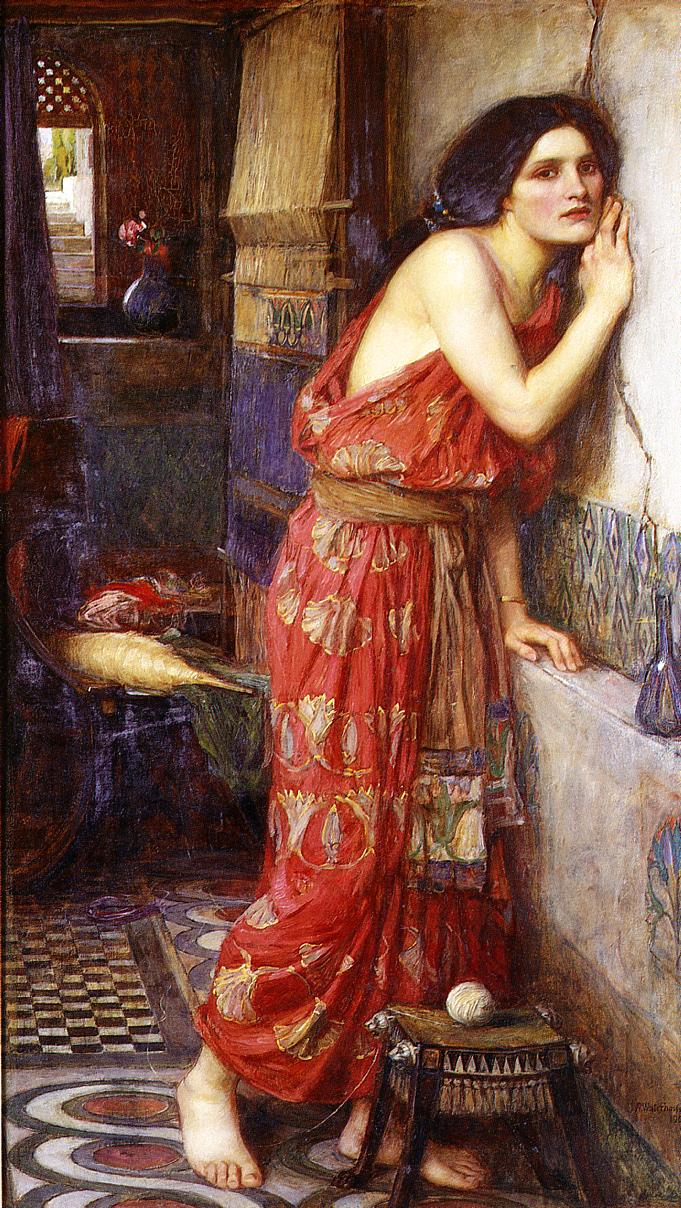
Thisbe 1909

### 1910年代

オフィーリア Ophelia 1910
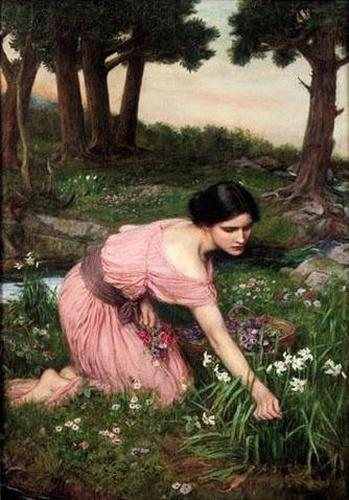
Spring Spreads One Green Lap of Flowers 1910
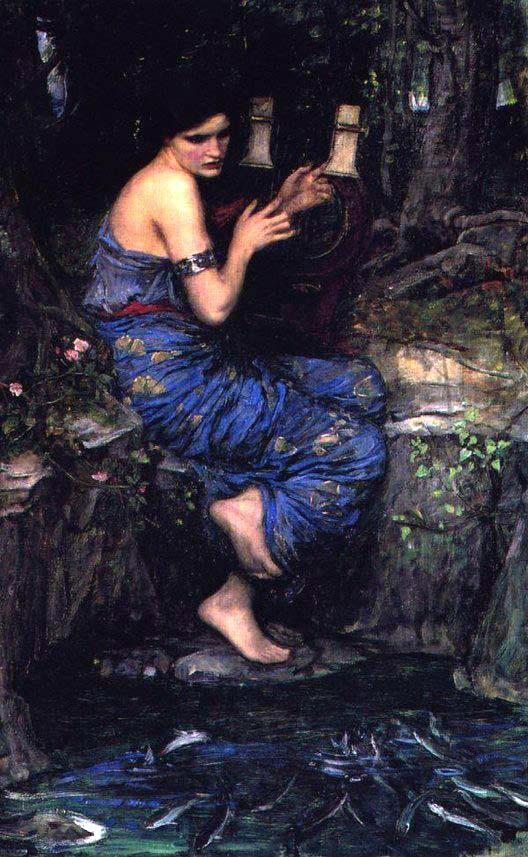
The Charmer 1911
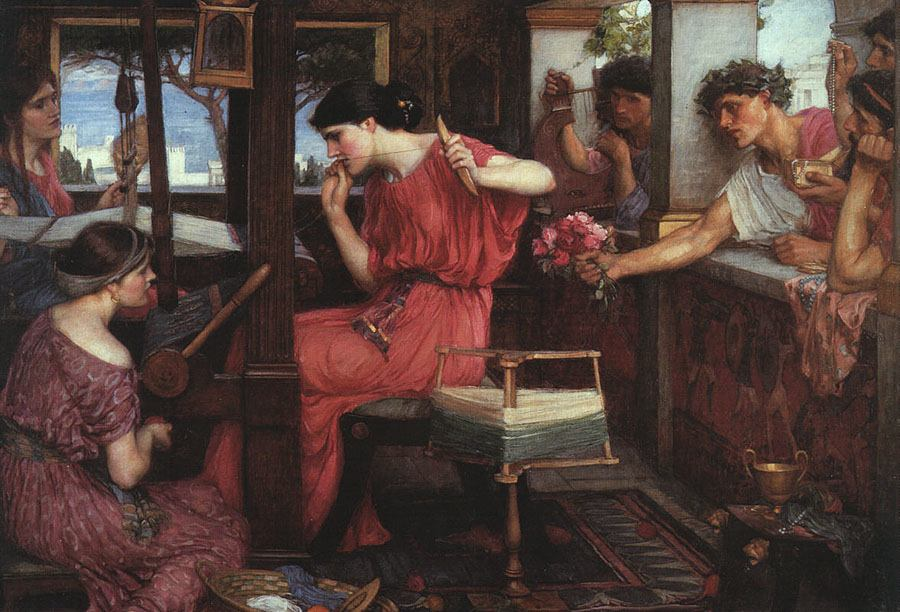
Penelope and the Suitors 1912
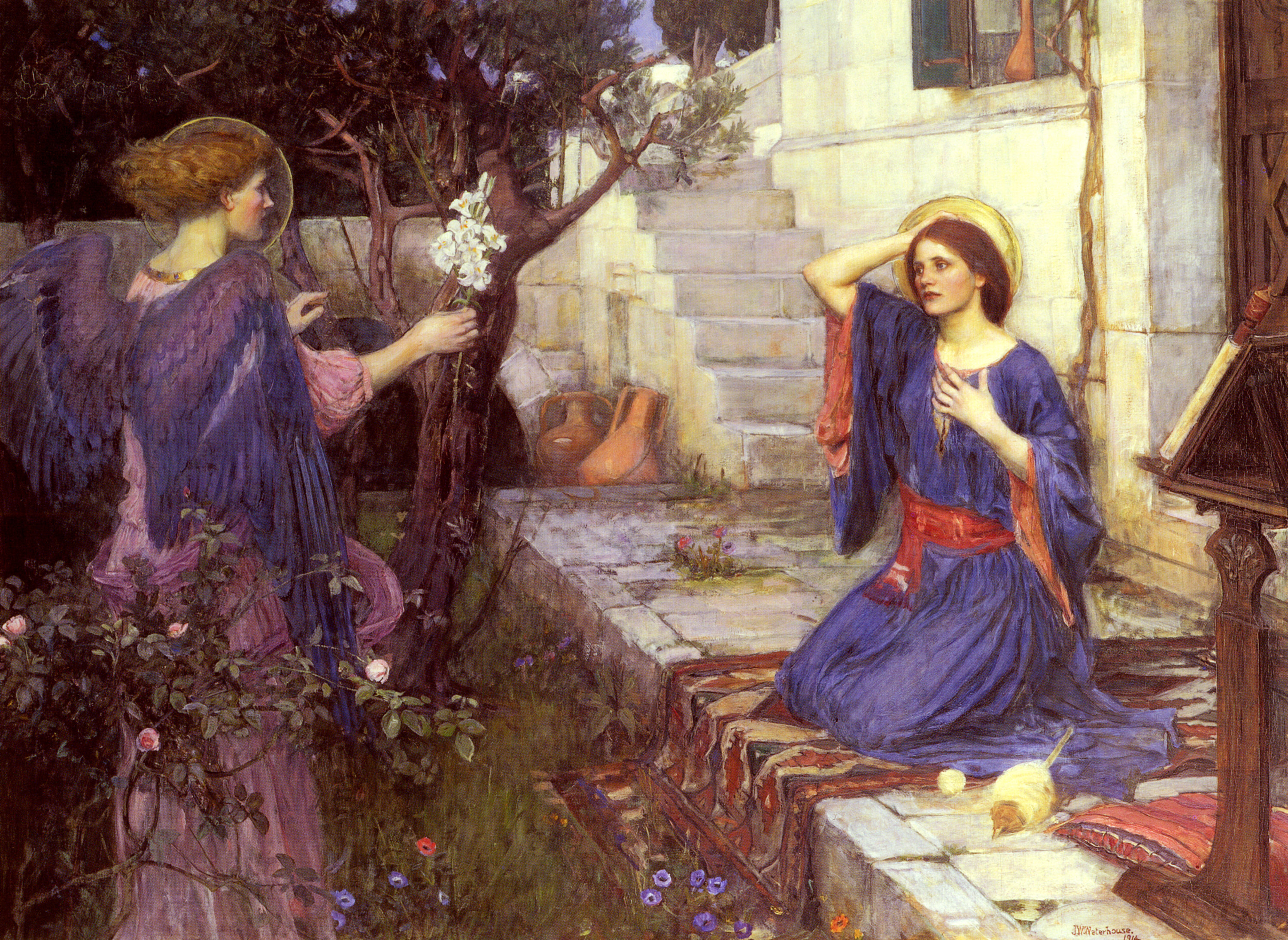
受胎告知 The Annunciation 1914
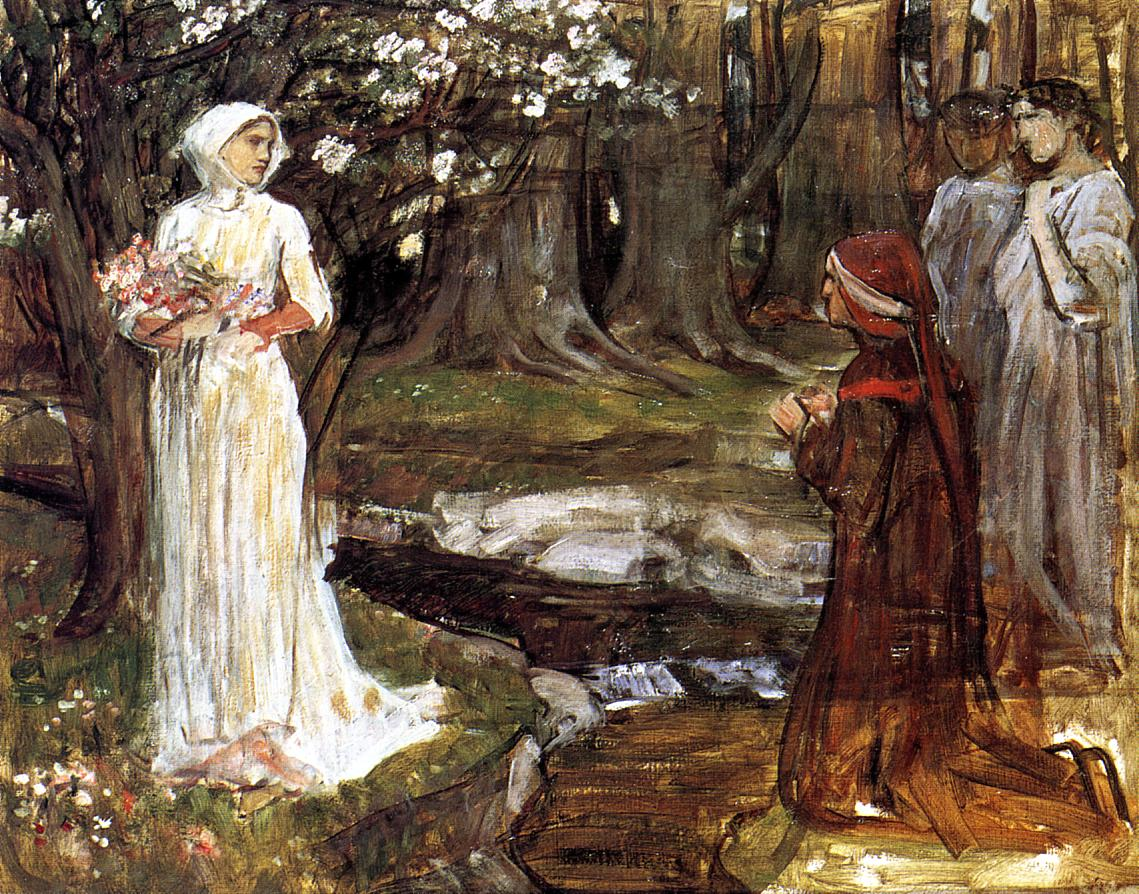
Dante and Matilda (study) (formerly called "Dante and Beatrice") c. 1914-17
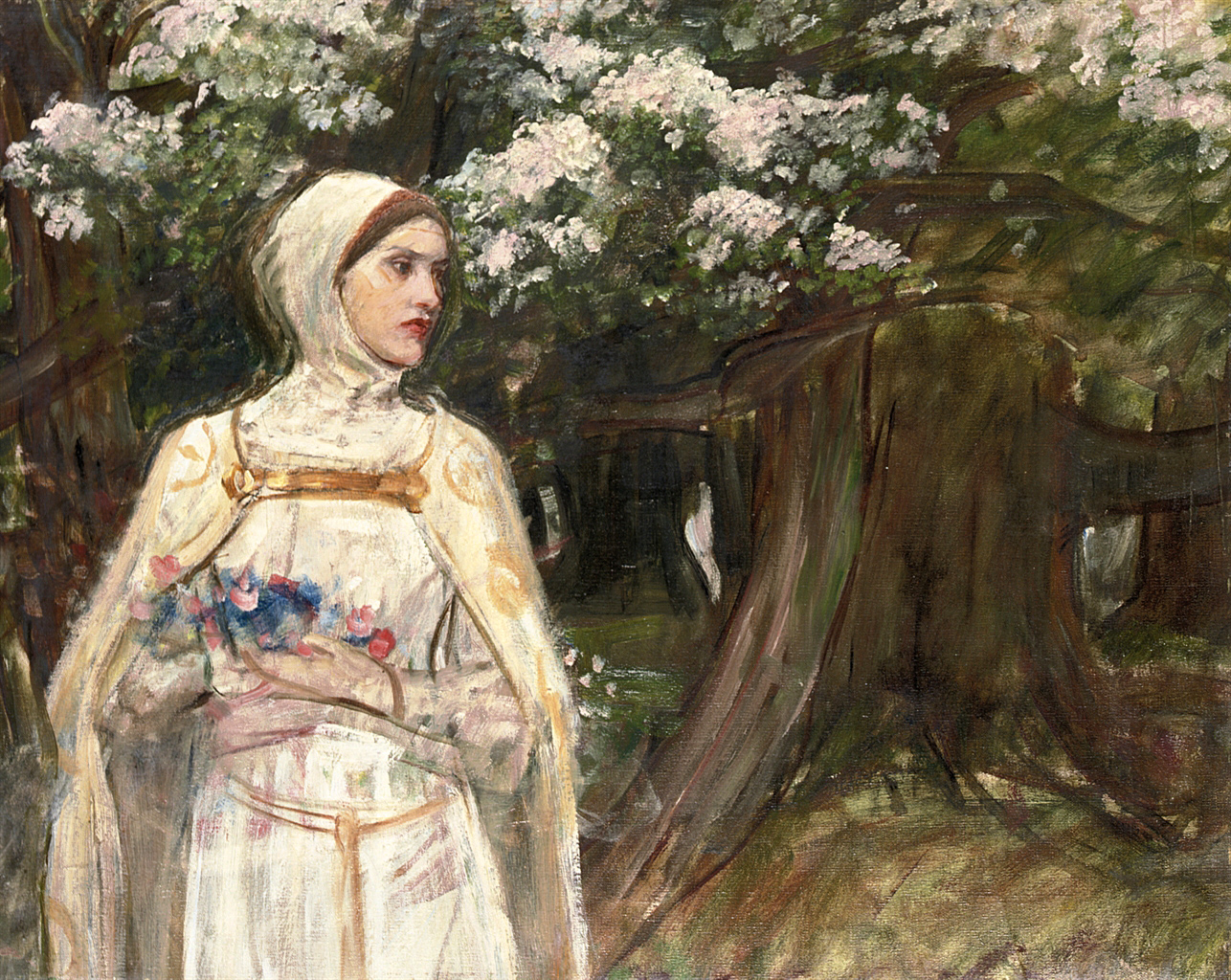
Matilda (study) (formerly called "Beatrice") c. 1915
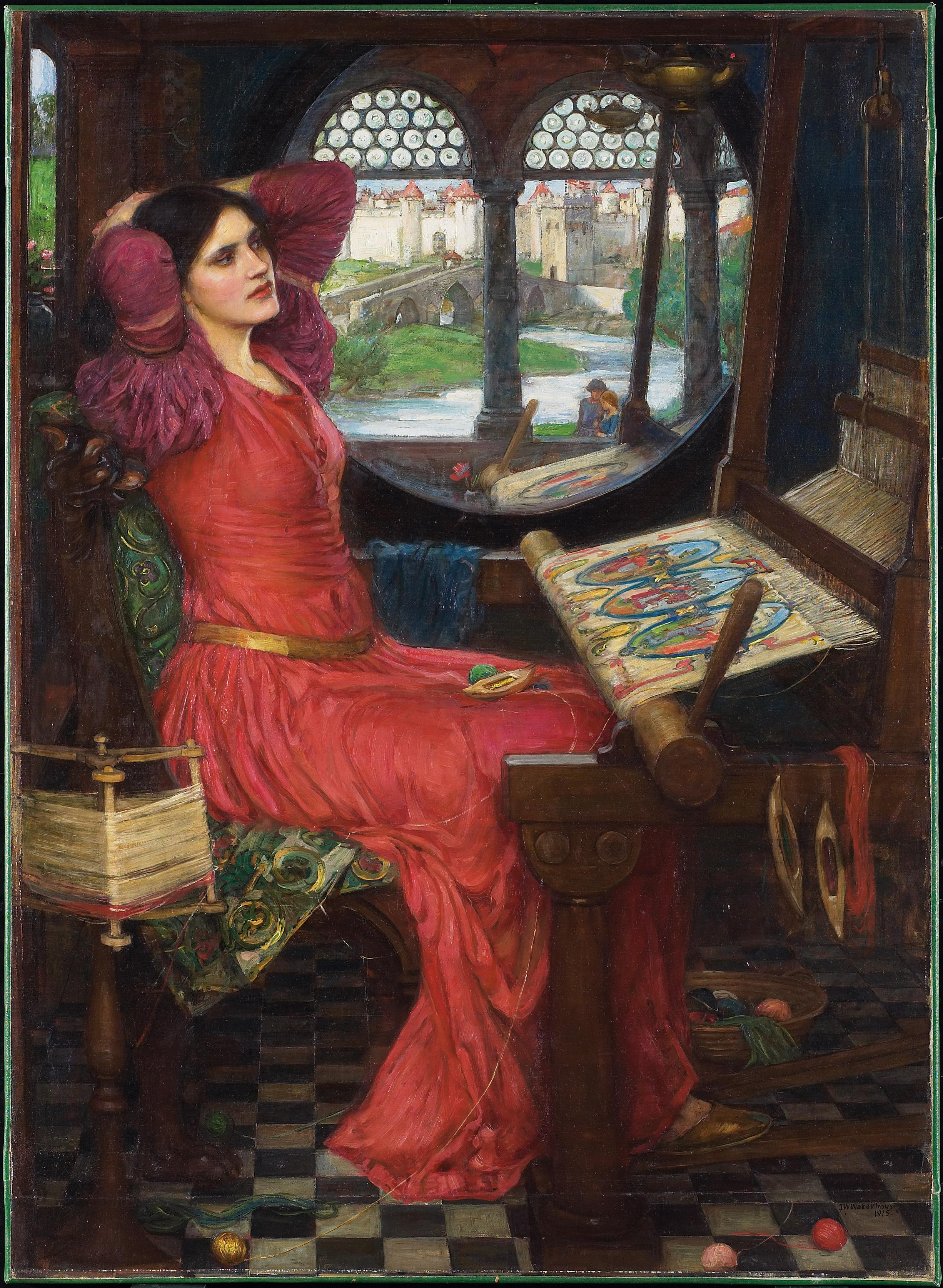
I am Half-Sick of Shadows, said the Lady of Shalott 1916
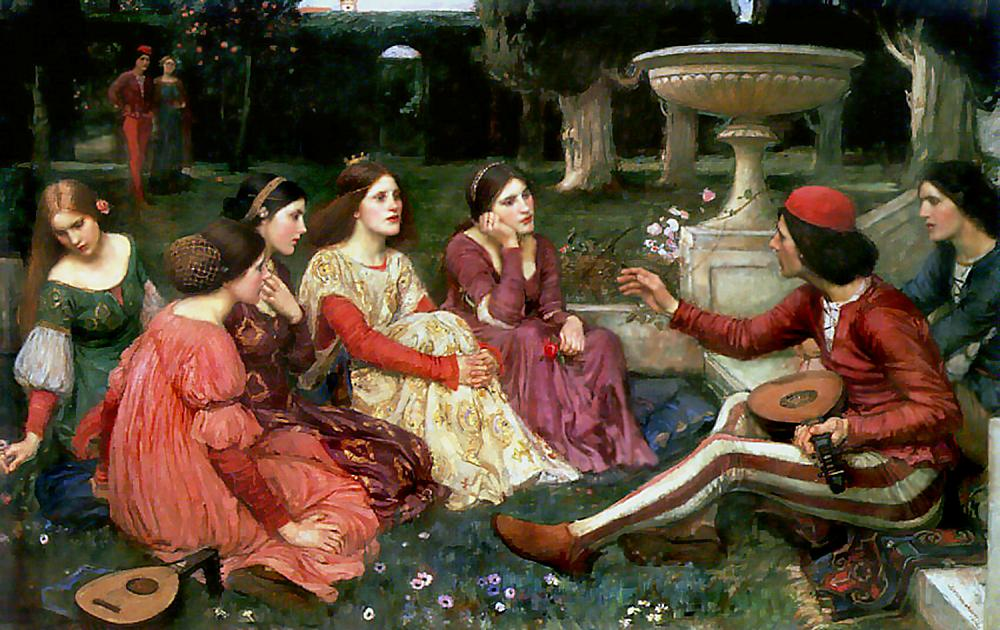
デカメロン A Tale from the Decameron 1916
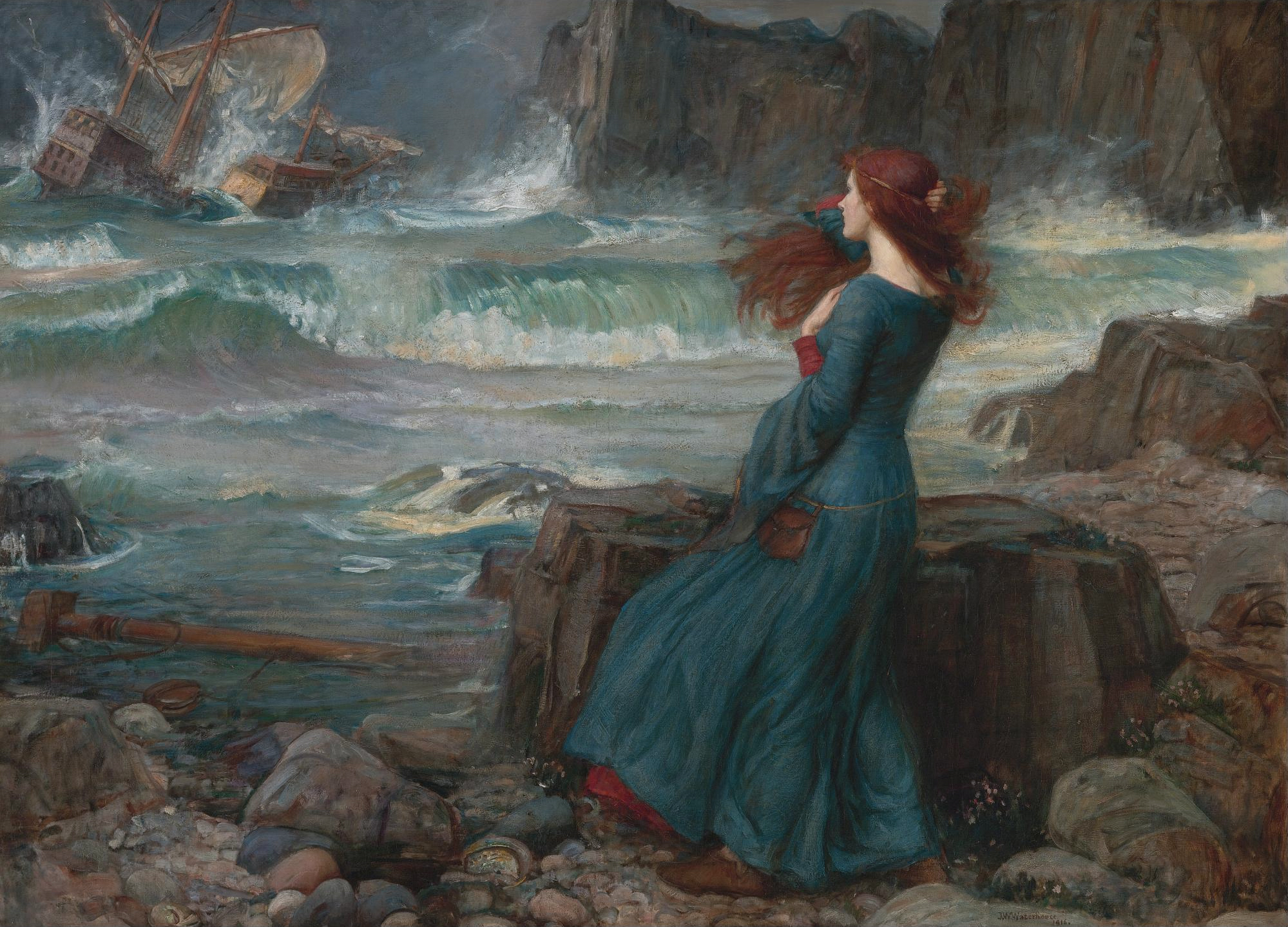
ミランダ Miranda -- The Tempest 1916
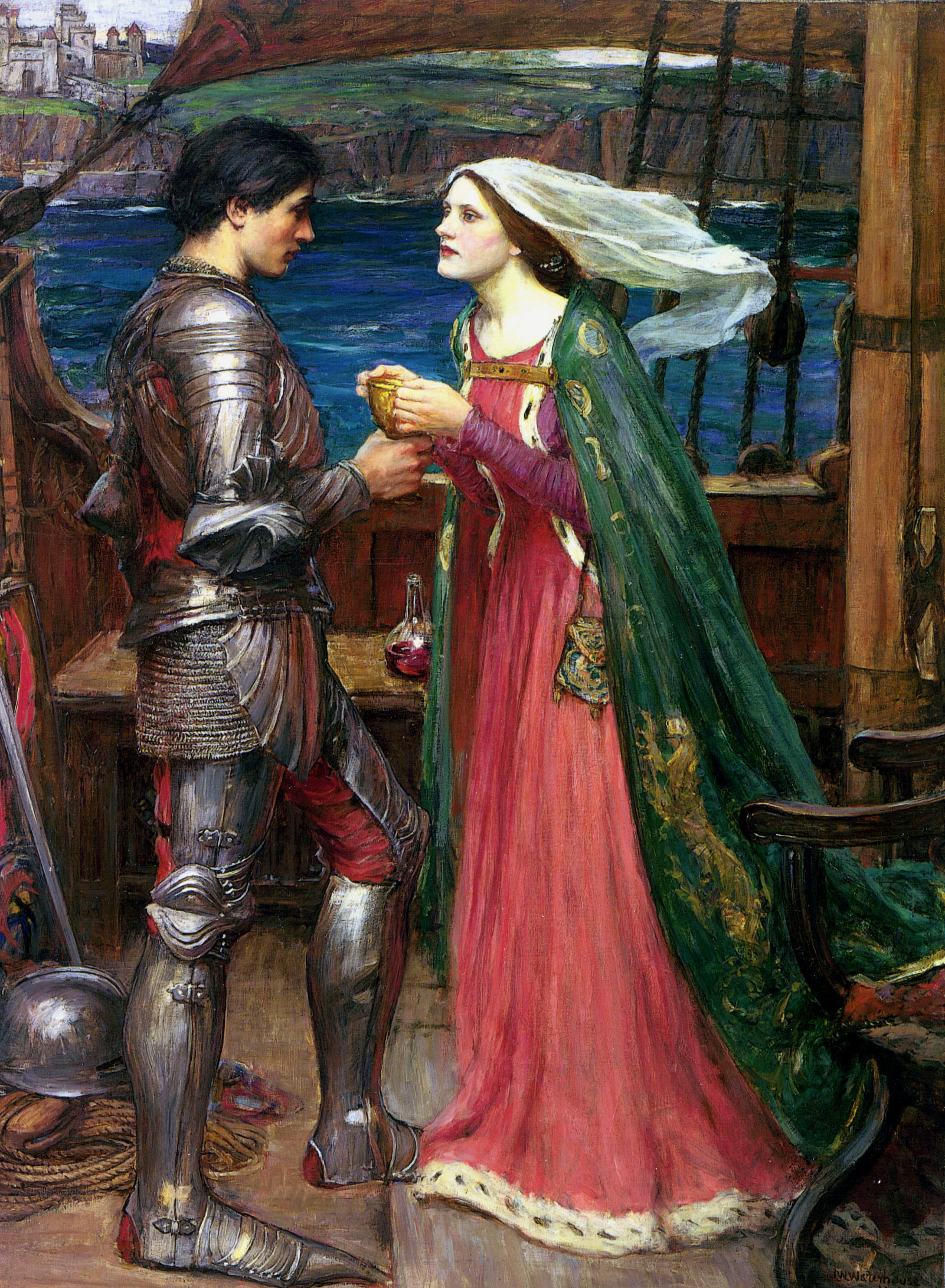
トリスタンとイゾルデ Tristan and Isolde 1916

## 日本語文献
- 『J・W・ウォーターハウス』　ピーター・トリッピ（曽根原美保訳、ファイドン、2006年）
- 『J・W・Waterhouse　J.W.ウォーターハウス』（トレヴィル、1994年）、湊典子解説、42作品を紹介
- 『ウォーターハウス夢幻絵画館』（川端康雄監修、加藤明子解説、東京美術、2014年）

## 参照
1. ↑  Trippi, Peter; Prettejohn, Elizabeth; Upstone, Robert. J.M. Waterhouse: The Modern Pre-Raphaelite Gallery Guide. The Royal Academy of Art. 2009.
2. ↑  ジョン・ウィリアム・ウォーターハウス - Find a Grave（英語）
3. ↑  “Victorian nymphs painting back on display after censorship row”. BBC News. (2018年2月2日) 2018年2月4日閲覧。